# York
York ist eine Stadt im Norden von England am River Ouse nahe der Mündung des River Foss. York war bereits in der Römerzeit unter dem Namen Eboracum ein bedeutendes Zentrum und später die Residenzstadt der Grafschaft Yorkshire. Heute ist die City of York eine selbständige Verwaltungseinheit (Unitary Authority), die nur zu zeremoniellen Anlässen zur Grafschaft North Yorkshire gehört.

## Geographie

### Geographische Lage

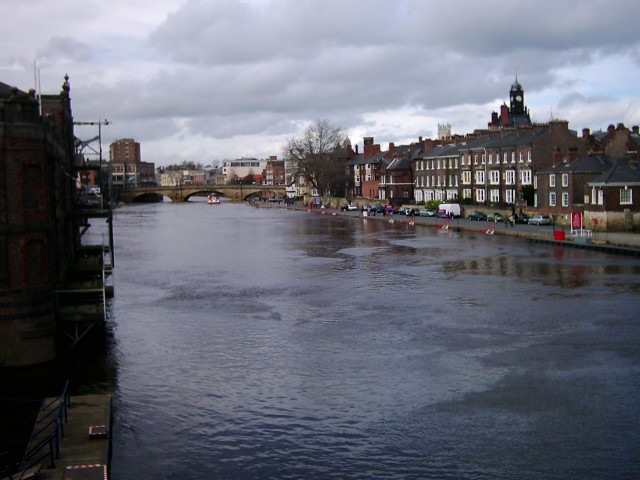
River Ouse

York liegt in einem flachen Tal, dem Vale of York. Es besteht aus fruchtbarem Ackerboden und grenzt im Westen an die Penninen, im Norden an die North York Moors sowie im Osten an die Yorkshire Wolds. Die Stadt befindet sich an der Mündung des Foss in die Ouse an der Endmoräne eines eiszeitlichen Gletschers.
Zur Zeit der Römer war die Umgebung der beiden Flüsse sehr sumpfig, wodurch die Stadt gut zu verteidigen war. York war früher stark hochwassergefährdet, besitzt jedoch mittlerweile ein weitläufiges Hochwasserschutzsystem. Das schlimmste Hochwasser seit 375 Jahren erlebte die Stadt im November 2000, als über 300 Häuser überflutet wurden.
York befindet sich etwa 40 km nordöstlich von Leeds, 55 km nördlich von Doncaster, 60 km nordwestlich von Hull, 65 km westlich der Nordseeküste und 75 km südlich von Middlesbrough.

### Klima
In York herrscht ein gemäßigtes Klima mit vier ausgeprägten Jahreszeiten. Das Klima der Stadt und des Vale of York ist dabei wärmer und trockener als jenes der umliegenden Regionen. Aufgrund der Lage im Flachland treten in York im Winter und Frühling oft Nachtfröste, Nebel und kalte Winde auf. Die durchschnittliche Tageshöchsttemperatur liegt im Sommer bei 22 °C, manchmal kann es auch bis zu 30 °C heiß werden. Nachts liegt das Minimum bei 15 °C, teilweise kann es aber auch unter 10 °C kalt werden. Im Winter wird es am Tage durchschnittlich 7 °C mild, nachts sinkt die Temperatur oft in den Frostbereich. Schnee kann von Dezember bis April fallen, schmilzt in der Regel jedoch relativ schnell. Die nassesten Monate sind November, Dezember und Januar mit durchschnittlich 17 Tagen mit Niederschlag über 0,25 mm. Von Mai bis Juli scheint in der Gegend mit etwa sechs Stunden täglich am längsten die Sonne. Zwischen 1998 und 2006 wurden an der Wetterstation der Universität York mehrfach Extremwerte gemessen. Unter anderem trat mit 33 °C die höchste sowie mit −12,3 °C die tiefste jemals gemessene Temperatur auf. Der meiste Regen fiel mit 62,4 mm an nur einem Tag.

## Geschichte
York wird auch die „Ewige Stadt“ genannt und ist berühmt für die historischen Gebäude. Schon zur Römerzeit spielte sie als Hauptstadt Nordbritanniens unter dem Namen Eboracum, ab 237 n. Chr. als Colonia Eboracensium eine bedeutende Rolle und war zeitweilig sogar Kaiserresidenz.

### Herkunft und Geschichte des Namens „York“
Der Ort, an dem sich die Stadt heute befindet, wurde von den Römern Eboracum nach dem keltischen *Eborāko- genannt, was wahrscheinlich „Ort der Eibenbäume“ heißt. In den keltischen Sprachen wird die Stadt immer noch so bezeichnet: walisisch Efrog, schottisch-gälisch Eabhraig und irisch Eabhrac. Es gibt weder Quellen noch archäologische Funde, die auf eine vorrömische Siedlung an dieser Stelle hinweisen, dennoch ist eine keltische Vorbesiedlung wahrscheinlich. Nachdem die Angelsachsen um 400 n. Chr. die Gegend eroberten, wurde die Stadt in Eoforwic umbenannt. Die Elemente des Namens stehen für Eber (eofor) und Siedlung (wic). Die folgende Besiedlung des Landstrichs durch die Wikinger führte zu einer erneuten Umbenennung der Stadt in Jórvík. Nach der normannischen Invasion 1066 wurde dieser Name in York geändert.
Stadt und Staat New York in den USA wurden nach dem englischen York benannt. Dies geschah 1664 nach der Eroberung der bis dahin niederländischen Siedlung Nieuw Amsterdam durch britische Truppen zu Ehren des Oberbefehlshabers der Royal Navy, des damaligen Herzogs von York und späteren Königs Jakob II.

### Römerzeit
Eboracum wurde während der Regierungszeit des römischen Kaisers Vespasian im Jahre 71 n. Chr. gegründet. Zunächst war sie ein Militärfort der Legio VIIII Hispana unter dem Kommando des Petilius Cerialis. Das ursprüngliche hölzerne Lager wurde von Agricola im Jahre 81 n. Chr. erneuert, bevor es 107/108 endgültig aus Stein errichtet wurde. Für die Römer war York die wichtigste Militärbasis im Norden von Britannien und nach der Teilung des Landes im frühen dritten Jahrhundert nach Chr. die Hauptstadt von Nordbritannien (Britannia inferior).
Im 3./4. Jahrhundert residierten wiederholt römische Herrscher in York. Im Jahre 211 n. Chr. starb Kaiser Septimius Severus in der Stadt. Als Britannien im Jahre 296 n. Chr. durch Kaiser Diokletian weiter aufgeteilt wurde, blieb York das Verwaltungszentrum der Britannia secunda, nachdem es bereits einige Jahre zuvor zur Colonia unter dem Namen Colonia Eboracensium erhoben worden war.
Als der Vater von Konstantin dem Großen, der Kaiser Constantius Chlorus, in York im Jahre 306 n. Chr. starb, wurde Konstantin dort von seinen Truppen zum Kaiser ausgerufen.
Archäologische Ausgrabungen unterhalb des York Minster brachten Grundmauern des Hauptquartiers der römischen Legionärsfestung zutage. Diese Ausgrabungen sind der Öffentlichkeit zugänglich. Auf der Straße Deangate wurden eine römische Säule wiedererrichtet sowie eine moderne Statue von Constantin aufgestellt. Weitere Ausgrabungen in der Stadt entdeckten ein großes römisches Bad, das heute unter dem Roman Bath Pub in St. Sampson’s Square liegt. Neben der Lendal-Brücke wurden ein römischer Tempel sowie Reste einer römischen Brücke über den Ouse entdeckt.
Reste der spätrömischen Stadtmauern und eines Mauerturms sind zwischen Monk Bar und Merchant Taylor’s Hall sowie zwischen Museums Garden und der Central Library zu sehen. Außerhalb der Stadtmauern liegen mehrere römische Friedhöfe. Einen guten Überblick über die Funde gibt das Yorkshire Museum.

### Nachrömische Zeit, Angelsachsen und Wikinger
Nachdem sich die römischen Truppen zu Beginn des 5. Jahrhunderts n. Chr. aus Britannien zurückgezogen hatten, wurde die Stadt die Hauptstadt des romano-britischen Königreichs Ebrauc (um 470 n. Chr.). Später wurde die Stadt unter den Angelsachsen Hauptstadt des Königreichs Deira und schließlich der Grafschaft Northumbria. Das Christentum wurde im 7. Jahrhundert durch Paulinus von York in die Gegend gebracht, begünstigt durch den Übertritt von König Edwin (616–633). Paulinus wurde der erste Bischof von York. Der Standort der ersten Kirche ist allerdings bis heute nicht gesichert. In der Folgezeit wurde York ein Zentrum der christlichen Lehre. Sein bekanntester Lehrer war Alcuin.
Im Jahre 866 n. Chr. wurde York durch das Große Heidnische Heer erobert. Im Jahre 876 siedelten sich die Skandinavier dann ständig in der Gegend an. Skandinavische Könige regierten die Gegend, die sie Königreich Jórvík nannten, etwa ein Jahrhundert lang bis zum Jahre 954. In diesem Jahr wurde der letzte skandinavische König Eric Blutaxt vertrieben, und sein Königreich verschmolz mit dem angelsächsischen Reich. Ein bekannter Gelehrter dieser Zeit war Bischof Wulfstan I. von York.
Grabungen an der Coppergate lieferten in den 1980er Jahren Informationen über das wikingerzeitliche Jórvík. Vier Grundstücke, die sich von der Straßenfront bis ans Ufer des Foss ausdehnten, wurden ausgegraben. Vom frühen 9. bis zum 11. Jahrhundert säumten Reihen rechteckiger Holzbauten, die Giebel der Straße zugewandt, die Coppergate. Die Lehmfußböden und Feuerstellen waren mit zurückgelassenem Abfall und Fertigprodukten bedeckt. Lederverarbeiter, Geweihkammhersteller, Drechsler und Metallschmiede hatten hier gearbeitet. In den Höfen der Läden lagen Abfallgruben, Latrinen, Gräben und kleine umzäunte Einfriedungen. In einem der Gebäude fand man die Überreste einer Münzprägeanstalt. Die gesamte Grabungsstelle hat man rekonstruiert und als Jórvík Viking Centre an ihrer ursprünglichen Position in den Untergeschossen der heutigen Geschäfte belassen.

### Mittelalterliches York

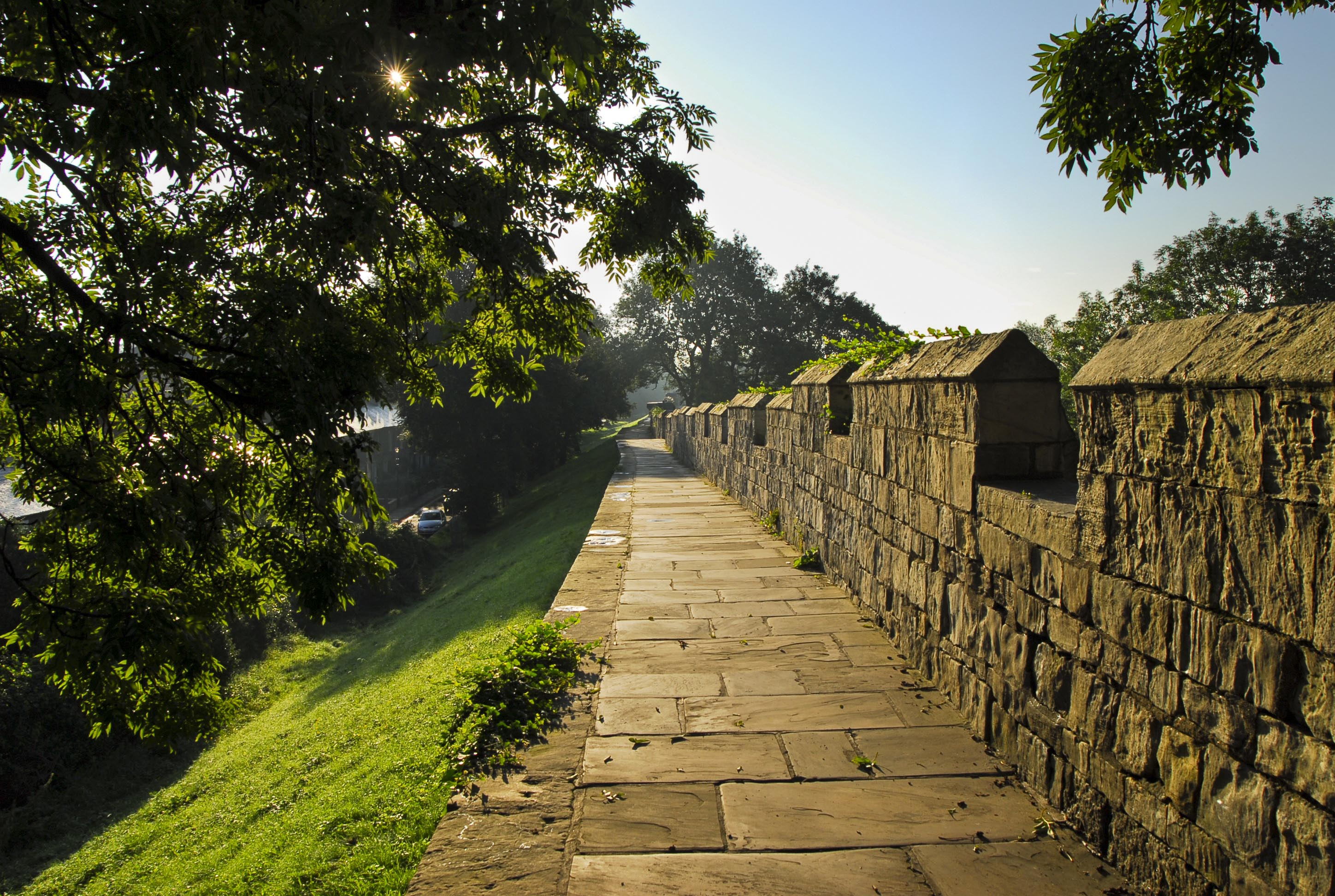
Teil der mittelalterlichen Stadtmauern im heutigen York

Nach der Invasion der Normannen im Jahre 1066 wurde der Norden durch Wilhelm den Eroberer nach einigen regionalen Revolten völlig verwüstet. Innerhalb der Stadt wurde an jedem Ufer der Ouse eine Burg errichtet. York stieg zum Zentrum der Grafschaft Yorkshire auf, wurde Sitz eines Erzbischofs und später im 13. und 14. Jahrhundert sogar Ausweichsitz der königlichen Verwaltung. Zu dieser Zeit war es ein bedeutendes Handelszentrum. Mehrere kirchliche Gebäude wurden errichtet, wie St. Mary’s Abtei und das Holy Trinity Kloster.
Da York königlicher Besitz war, gab es auch eine starke jüdische Gemeinde, die unter dem Schutz des Sheriffs stand. Bei einem Pogrom am 16. März 1190 gegen die jüdische Bevölkerung der Stadt flohen die Juden in den Clifford’s Tower, den Sitz des Sheriffs. Die Burg wurde vom Pöbel belagert und drei Tage lang waren die Juden im Turm gefangen. Jeder, der die Burg verlassen wollte, hätte sofort zum Christentum übertreten müssen. Viele Juden sahen den einzigen Ausweg darin, sich gegenseitig umzubringen.
Offenbar waren die Unruhen von mehreren einflussreichen örtlichen Schuldnern der jüdischen Geldverleiher initiiert worden, oder zumindest unternahmen diese nichts, um sie zu verhindern. In der Folgezeit kam es zu weiteren Ausschreitungen und Angriffen auf die jüdische Bevölkerung in Britannien.
Im Verlauf des Mittelalters florierte die Stadt immer mehr, was sich auch in der städtischen Bautätigkeit widerspiegelte. Von ehemals 45 sind 20 mittelalterliche Pfarrkirchen mehr oder weniger erhalten, wobei in nur noch acht dieser Kirchen auch ein Gottesdienst abgehalten wird. Die mittelalterliche Stadtmauer mit den Stadttoren, den sogenannten Bars, ist fast in ihrer kompletten Ausdehnung heute zu sehen, größtenteils handelt es sich dabei aber um Rekonstruktionen aus den 1970er Jahren. Auch die Whip-Ma-Whop-Ma-Gate ist erhalten. Der Stadtbezirk hatte damals einen grafschaftsähnlichen Status.

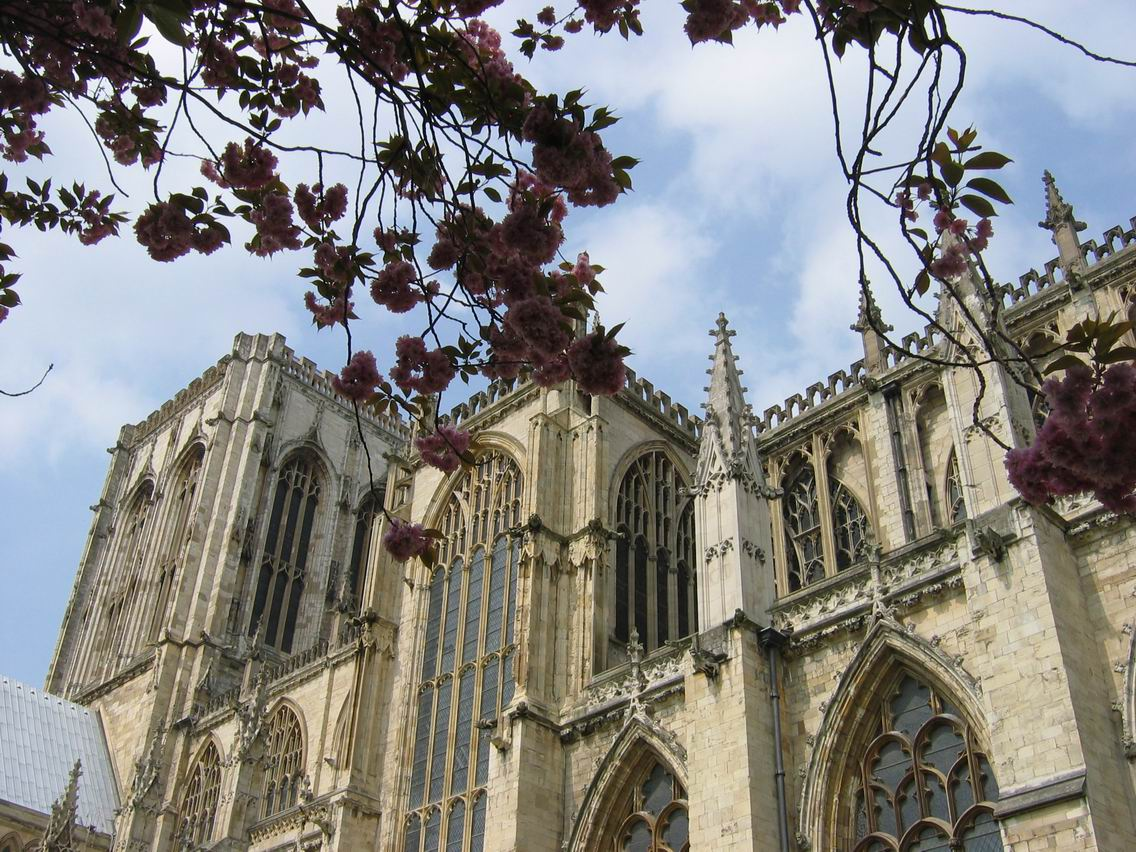
York Minster

Das späte 14. Jahrhundert und frühe 15. Jahrhundert waren von städtischem Reichtum geprägt. Eine der bekanntesten Personen dieser Ära war Nicholas Blackburn sen., der im Jahre 1412 Bürgermeister der Stadt war und einer der reichsten Kaufleute. Im Laufe des 15. Jahrhunderts ging der Reichtum und die Bedeutung der Stadt jedoch zurück. Die Bautätigkeit stagnierte. Nach der Fertigstellung des Münsters im Jahre 1472 wurde an wichtigeren Gebäuden nur noch das King’s Manor errichtet, in dem von 1537 bis 1641 der Rat des Nordens (eine Art Parlament für das nördliche England) tagte und die Kirche St. Michael de Belfrey wurde wiederaufgebaut. In dieser Kirche wurde Guy Fawkes getauft, der 1605 am sogenannten Gunpowder Plot, einem versuchten Sprengstoffanschlag auf das Londoner Parlamentsgebäude, beteiligt war.
Im Jahre 1547 mussten fünfzehn Kirchen geschlossen werden, ein Hinweis auf den Einwohnerverlust der Stadt in jener Zeit.

### 17.Jahrhundert

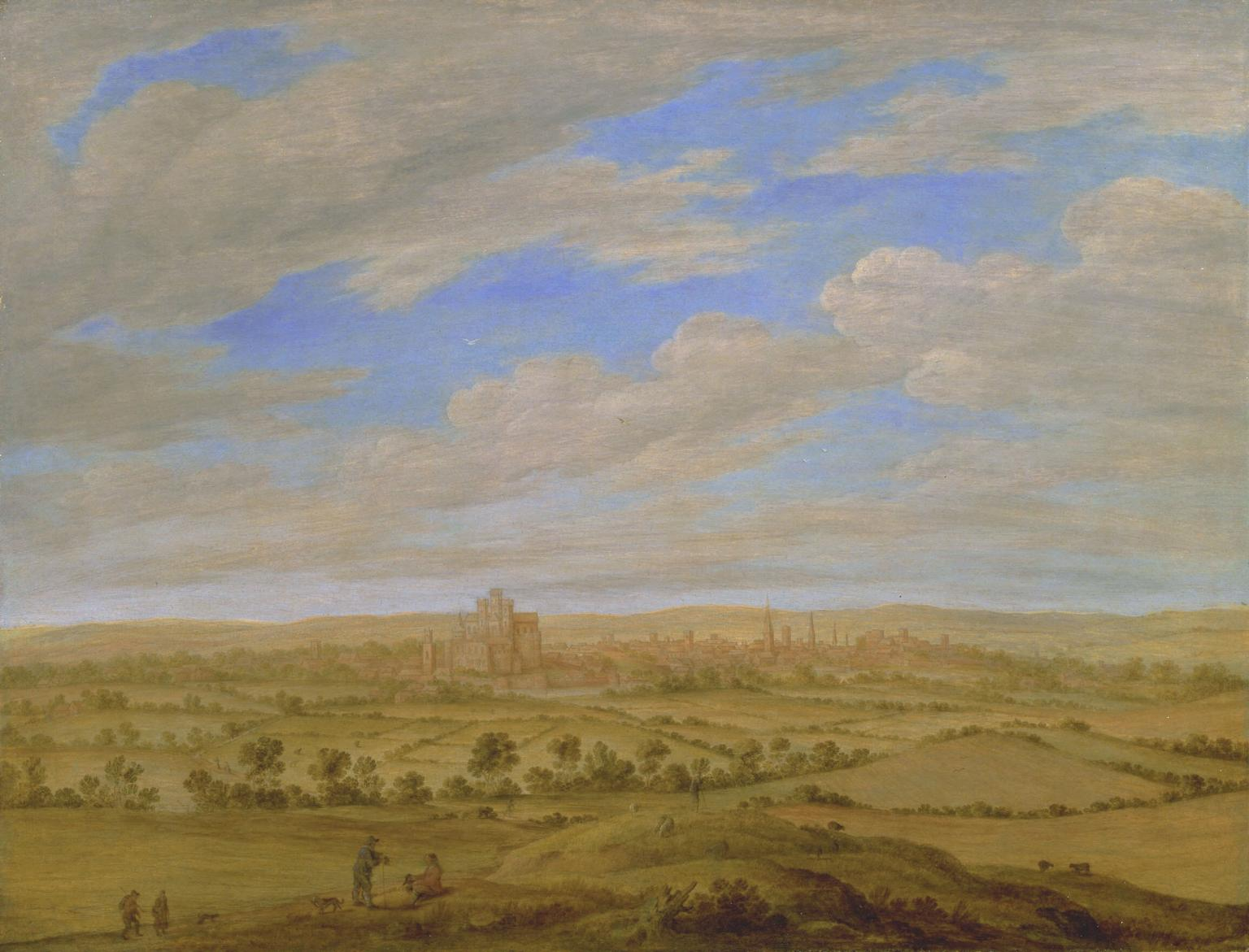
Fernblick auf York von Alexander Keirincx, 1639, Tate Britain, London

Nach dem Ausbruch des Englischen Bürgerkriegs zwischen Parlament und englischem König Karl I. hielt dieser im Jahre 1642 für sechs Monate Hof in York. Im Jahre 1644 belagerte Lord Fairfax mit den Parlamentstruppen die Stadt, konnte sie jedoch nicht erobern. Als Prince Rupert mit einem Heer von 15.000 Mann anrückte, zogen sich die Parlamentarier zuerst sechs Meilen zurück, um sich danach umzuwenden und bei der Schlacht von Marston Moor Prince Rupert endgültig zu besiegen. Die danach von den Parlamentariern erneut belagerte Stadt ergab sich schließlich am 16. Juli 1644. Nach dem Krieg konnte York nur langsam wieder seine Bedeutung für den Norden Englands zurückgewinnen. Trotzdem war sie schon 1660 wieder die drittgrößte Stadt Englands nach London und Norwich.

### Moderne
Am 22. März 1739 wurde der Straßenräuber Richard „Dick“ Turpin am York Grand Jury House des Pferderaubes überführt und am 7. April durch Hängen hingerichtet. Er wurde im Friedhof vor der St George’s Church begraben.
1796 gründete der Quäker William Tuke das psychiatrische Krankenhaus The Retreat im Osten der Stadt außerhalb der Stadtmauern.
Größtenteils dank der Bemühungen des Railway King George Hudson wurde York zu einem wichtigen Eisenbahnknoten des 19. Jahrhunderts und behielt diesen Status bis weit in das 20. Jahrhundert hinein.
Am 29. April 1942 wurde York als Teil des Vergeltungsangriffs Baedeker Blitz der deutschen Luftwaffe im Zweiten Weltkrieg bombardiert. 92 Menschen starben, hunderte wurden verletzt. Beschädigt wurden der Bahnhof, das Fabrikgebäude von Rowntree’s und die Kirche St Martin-le-Grand. Das Bar Convent sowie das Rathaus wurden komplett zerstört und bis 1960 nicht wieder aufgebaut.
Während des Kalten Krieges besaß die Stadt einen Bunker, welcher am 16. Dezember 1961 in Betrieb ging und schließlich 1991 von English Heritage in ein Museum umgewandelt wurde.
1963 wurde die University of York gegründet, die seit 2012 Mitglied im elitären Universitätsverbund der Russell-Gruppe ist.
Im Oktober und November 2000 erlebte York die schlimmsten Überflutungen seit 375 Jahren; über 300 Häuser waren davon betroffen.

### Religionen
| UK Zensus 2001    | York    | Yorkshire | England |
| Christlich        | 74,42 % | 73,07 %   | 71,74 % |
| Ohne Religion     | 16,57 % | 14,09 %   | 14,59 % |
| Muslimisch        | 0,58 %  | 3,81 %    | 3,1 %   |
| Buddhistisch      | 0,21 %  | 0,14 %    | 0,28 %  |
| Hinduistisch      | 0,19 %  | 0,32 %    | 1,11 %  |
| Jüdisch           | 0,11 %  | 0,23 %    | 0,52 %  |
| Sikhs             | 0,05 %  | 0,38 %    | 0,67 %  |
| Andere Religionen | 0,3 %   | 0,19 %    | 0,29 %  |
| Keine Angabe      | 7,57 %  | 7,77 %    | 7,69 %  |

Mit 74,4 Prozent bekannten sich 2001 die allermeisten Einwohner Yorks zum Christentum. Es gibt 32 aktive anglikanische Kirchen in der Stadt, die alle dem Erzbischof von York bzw. der Diözese York unterstellt sind. Die Hauptkirche Yorks ist das York Minster.
Die acht römisch-katholischen Kirchen in York gehören der römisch-katholischen Diözese Middlesbrough an.
Weitere christliche Konfessionsgemeinschaften sind das Quäkertum, die Methodisten sowie der Unitarismus. Es existiert ebenso eine Moschee mit einem dazugehörigen Islamzentrum. Auch buddhistische Traditionen werden in York repräsentiert.

### Einwohnerentwicklung
|                                        | York    | Yorkshire and the Humber | England    |
| -------------------------------------- | ------- | ------------------------ | ---------- |
| Gesamt                                 | 195.400 | 5.213.200                | 51.446.200 |
| Weiße                                  | 94,6 %  | 90,6 %                   | 88,2 %     |
| Asiaten                                | 2,1 %   | 5,7 %                    | 5,7 %      |
| Schwarze                               | 0,7 %   | 1,3 %                    | 2,8 %      |
| Quelle: Office for National Statistics |         |                          |            |

Im Jahr 2001 hatte die Kernstadt York 137.505 Einwohner, wovon 66.142 Männer und 71.363 Frauen waren. Zur gleichen Zeit hatte das gesamte Stadtgebiet 181.094 Einwohner (93.957 Frauen und 87.137 Männer). 36 Prozent aller 76.920 Haushalte in York gehörten verheirateten Paaren, 31,3 Prozent gehörten Einzelpersonen, 8,7 Prozent gehörten nichtverheirateten Paaren und 8 Prozent der Haushalte gehörten getrennt lebenden Eltern. Der Prozentsatz letztgenannter Haushalte lag unterhalb des landesweiten Schnitts (9,5 Prozent), derjenige verheirateter Paare knapp darunter (36,5 Prozent) und der Prozentsatz aller Einzelhaushalte Yorks lag höher als der landesweite (30,1 Prozent).
Die Bevölkerungsdichte des städtischen Raums lag zu jener Zeit bei 4.863 Einwohnern pro Quadratkilometer. 24,6 Prozent der 16 bis 74 Jahre alten Bevölkerung Yorks hatte keinen akademischen Abschluss, was unter dem landesweiten Durchschnitt von 28,9 Prozent lag. 5,1 Prozent aller Einwohner Yorks wurden außerhalb des Vereinigten Königreiches geboren (Landesdurchschnitt: 9,2 Prozent). Mit 1,9 Prozent wurden Asiaten als die größte Minderheit in York registriert.
Die folgende Tabelle zeigt die Bevölkerungsentwicklung Yorks (Unity Authority) seit 1801:
| Jahr                      | 1801   | 1811   | 1821   | 1831   | 1841   | 1851   | 1861   | 1871   | 1881   | 1891   | 1901   | 1911    | 1921    | 1931    | 1941 1  | 1951    | 1961    | 1971    | 1981    | 1991    | 2001 2  |
| Einwohner                 | 24.080 | 27.486 | 30.913 | 36.340 | 40.337 | 49.899 | 58.632 | 67.364 | 76.097 | 81.802 | 90.665 | 100.487 | 106.278 | 112.402 | 123.227 | 135.093 | 144.585 | 154.749 | 158.170 | 172.847 | 181.131 |
| Quelle: Vision of Britain |        |        |        |        |        |        |        |        |        |        |        |         |         |         |         |         |         |         |         |         |         |

## Politik

Wappen der Stadt

### Wahlkreise
Der Großteil Yorks wird durch den Wahlkreis City of York des britischen Parlaments abgedeckt, lediglich äußere Gebiete der Stadt gehören teilweise den Wahlkreisen Selby, Vale of York sowie Ryedale an. Die Wahlkreise werden durch Hugh Bayley, John Grogan, Anne McIntosh und John Greenway vertreten. 2002 wurde vorgeschlagen, dem Wahlkreis City of York für die nächste Unterhauswahl 2010 zwei neue Sitze hinzuzufügen.
Die derzeit existierenden Wahlkreise City of York und Vale of York werden aufgelöst und durch die neuen Wahlkreise York Central bzw. York Outer ersetzt. Die Wahlkreise Selby und Ryedale werden fortan keinen Anteil mehr am Stadtgebiet Yorks haben. York befindet sich im Wahlkreis Yorkshire and the Humber des europäischen Parlaments.

### Verwaltung

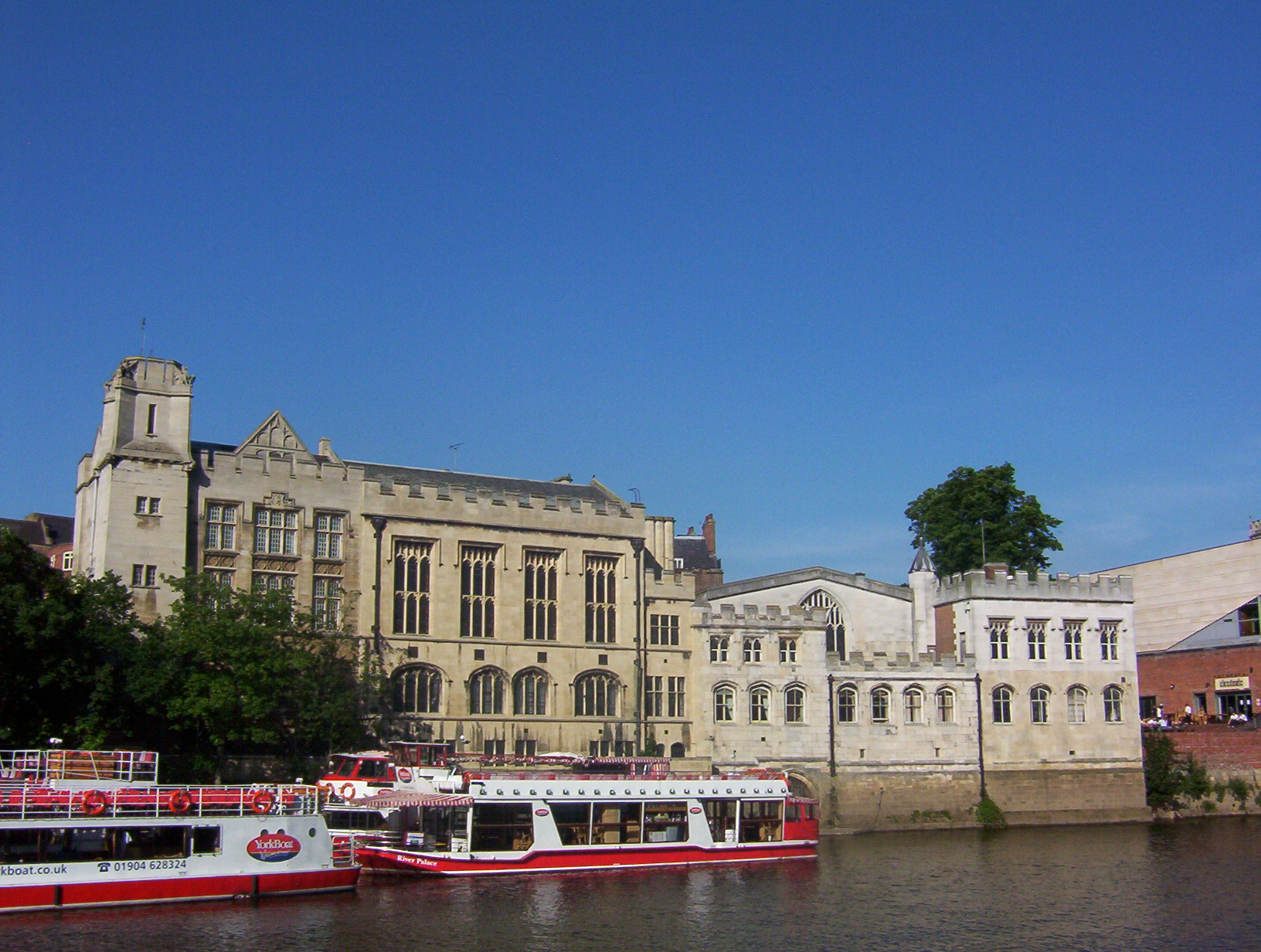
Das Rathaus von York

York ist die Hauptstadt Yorkshires, dennoch war sie nie Teil eines der drei historischen Bezirke der Grafschaft. York ist ein alter Borough und war einer der durch den Municipal Corporations Act 1835 zu einem Municipal Borough reformierten Boroughs. 1889 erlangte die Stadt durch den Local Government Act 1888 den Status als County Borough, was bis 1974 fortwährte. Durch den Local Government Act 1972 wurde sie zu einem Non-metropolitan District innerhalb der Grafschaft North Yorkshire.
Als Ergebnis einer erneuten tiefgreifenden Verwaltungsreform in den 1990ern bekam York seinen Einheitsstatus zurück und dehnte gleichzeitig seinen Verwaltungsbezirk aus. Teile der Bezirke Selby und Harrogate sowie die Hälfte des Bezirks Ryedale wurden nach York eingegliedert.
Der Stadtrat Yorks besteht aus 47 Abgeordneten. Seit der Kommunalwahl 2007 besitzt keine Partei mehr die absolute Mehrheit. Die Liberal Democrats stellen 20 Abgeordnete und bilden dabei eine Minderheitsregierung. Die Opposition besteht aus 18 Abgeordneten der Labour Party, sieben Abgeordneten der Conservative Party sowie zwei Abgeordneten der Grünen.
Seit Mai 2009 ist John Galvin Oberbürgermeister Yorks und Jill Burnett Sheriff der Stadt. Beide Amtsperioden dauern ein Jahr; die Ämter werden jeweils im Mai neu ausgehandelt. Obwohl Yorks Sheriff-Behörde die älteste in England ist, dient sie heute lediglich noch zu zeremoniellen Zwecken. Der Oberbürgermeister erfüllt ebenso zeremonielle Aufgaben als Ergänzung seines Vorsitzes des Stadtrates.

### City of York Council
- Labour: 24
- LibDem: 19
- Cons.: 3
- Unabh.: 1

### Städtepartnerschaften
York unterhält drei Partnerschaften mit
| Stadt   | Land                | seit |
| ------- | ------------------- | ---- |
| Dijon   | Frankreich          | 1953 |
| Münster | Deutschland         | 1957 |
| Nanjing | Volksrepublik China | 2016 |

Wie York blicken auch Dijon und Münster auf eine lange Tradition zurück und haben ein historisches Stadtbild.
Seit Oktober 2014 bildet York auch eine Zeitpartnerschaft mit seiner eigenen Vergangenheit, dem Ort Jórvík.

## Kultur und Sehenswürdigkeiten

### Überblick

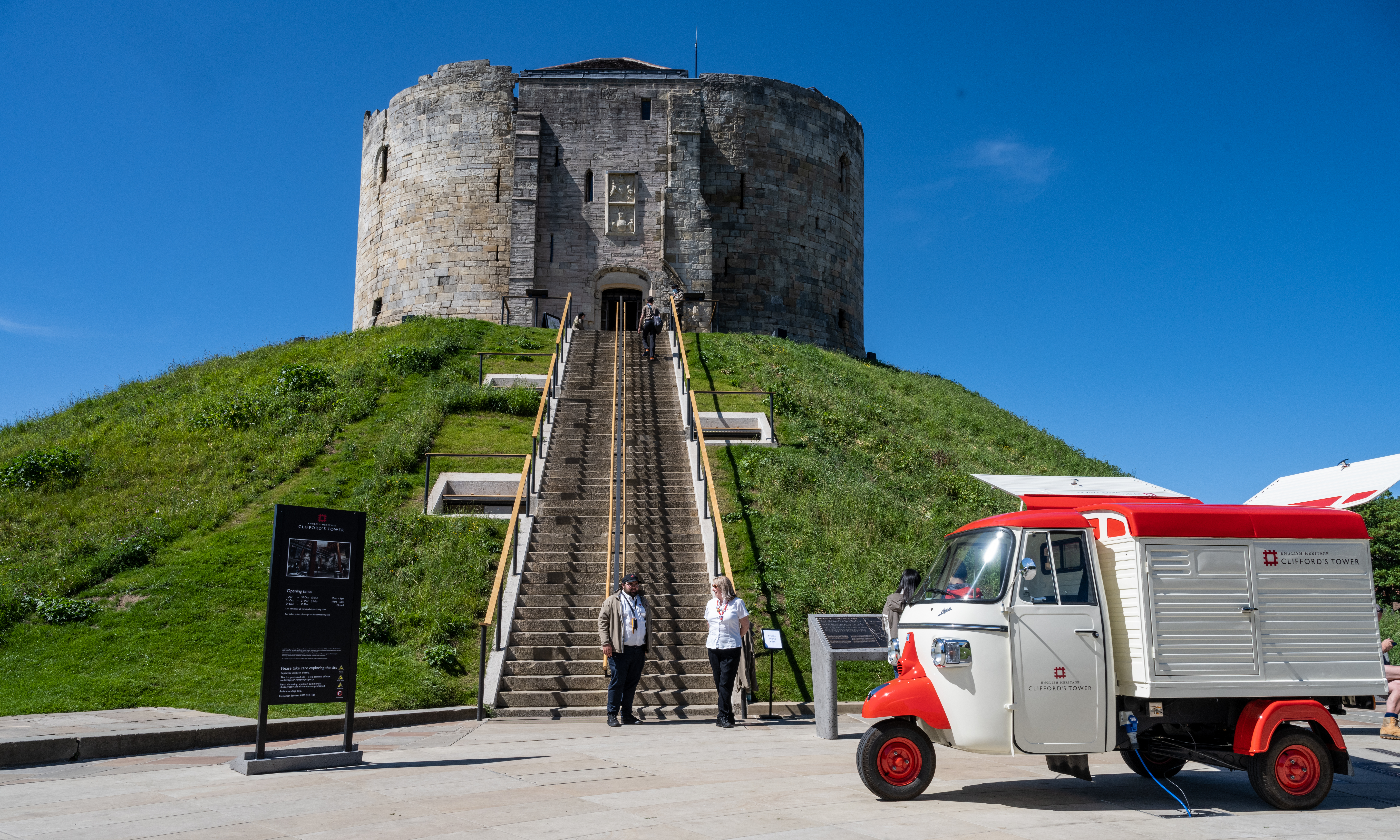
Clifford’s Tower

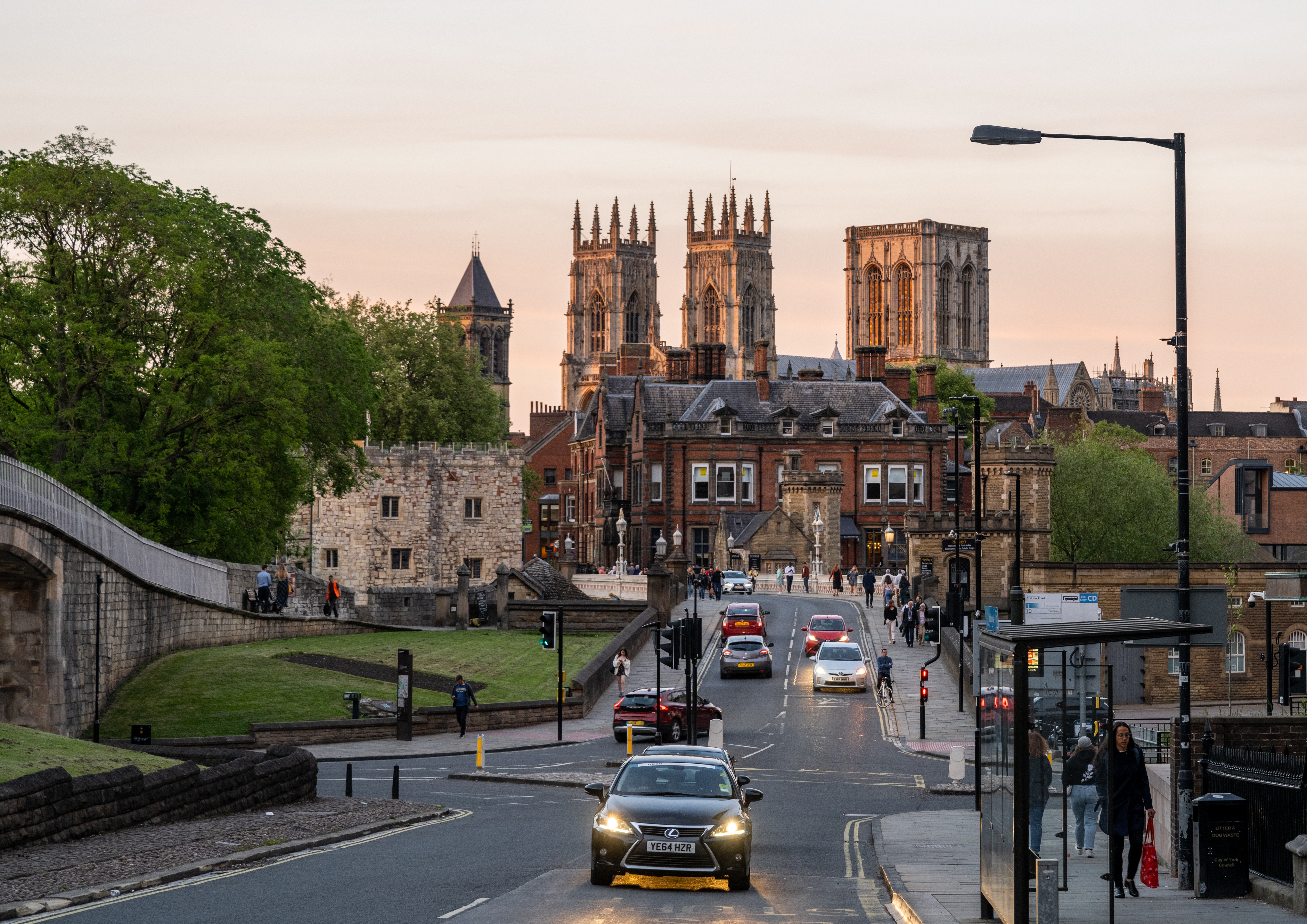
Blick in Richtung York Minster, links die Stadtmauer

Das York Minster im Stadtzentrum ist die zweitgrößte gotische Kathedrale im nördlichen Teil Europas. Die Stadt ist von mittelalterlichen Mauerbauten umringt; sie stellen heute eine bekannte Attraktion dar. Die gesamte Umrandung der Stadt ist etwa fünf Kilometer lang, inklusive eines Teilstücks, an dem nie eine Mauer stand. Hier befand sich einst ein dem York Castle zugehöriger Burggraben, der durch das Aufstauen des Foss’ eine unüberwindbare Barriere für Feinde darstellte. Der See wurde später King’s Fishpond (= „Fischteich des Königs“) genannt, da das Recht des Fischens im See ausschließlich bei der Krone lag.
Der erhaltene Clifford’s Tower war der auf einer Motte erbaute Bergfried des York Castle. Im Tower fand im Jahre 1190 ein Massaker statt, als die kleine jüdische Gemeinde Yorks am Tage des Passahfests darin vor einem wütenden Mob Schutz gesucht hatte. Viele Juden nahmen sich bereits vor dem Eindringen der Feinde selbst das Leben. Das Geschehen wird als das berüchtigtste Beispiel von Antisemitismus im England des Mittelalters angesehen.
Eine weitere Sehenswürdigkeit ist die von 2003 bis 2012 windmahlfähig restaurierte Holgatewindmühle aus dem Jahre 1770, die letzte Windmühle der Stadt und eine der beiden verbliebenen in Yorkshire. Als Turmwindmühle ähnelt sie dabei den Windmühlen in Lincolnshire, versehen mit schlankem, aber „tailliertem“ (einmalig), konischem Turm mit schwarzem Bitumenanstrich, weißer Zwiebelkappe mit großer Windrose und fünffachem Flügelkreuz.
Eine Besonderheit Yorks sind die Snickelways: enge aus dem Spätmittelalter stammende Gassen, die größtenteils von den früheren Marktplätzen der Stadt ausgehen. Eine von ihnen, die sogenannten Shambles, ist eine in ihrem mittelalterlichen Aussehen erhaltene Straße mit kleinen Läden. Die Häuser haben teilweise überhängende erste Etagen und Dachgeschosse. Dies ist auch der Grund, warum auf manchen Postkarten auch von „Dark Streets of York“ („dunkle Straßen von York“) gesprochen wird, da durch die Überbauten nahezu niemals ein Sonnenstrahl die Straße trifft. Diese Überbauten entstanden, weil sich die Steuer des Hauses aufgrund der verbauten Grundfläche berechnete. Ursprünglich handelte es sich um die Straße, in der die Metzger ihre Läden hatten. Heutzutage sind die Shambles ein Touristenviertel mit Cafés, Restaurants und Läden.

### Theater
Das 1744 gegründete Theatre Royal inszeniert jährlich ein Laienspiel, das überwiegend von heimischem Publikum der Region besucht wird. Das Grand Opera House sowie das Joseph Rowntree Theatre bieten eine Reihe weiterer Inszenierungen an. Die Theatergesellschaften Riding Lights Theatre Company sowie The Strolling Theatricals stammen aus York. Das Department of Theatre, Film and Television sowie Studentengruppen der Universität York führen Dramen im Theater auf.

### Museen

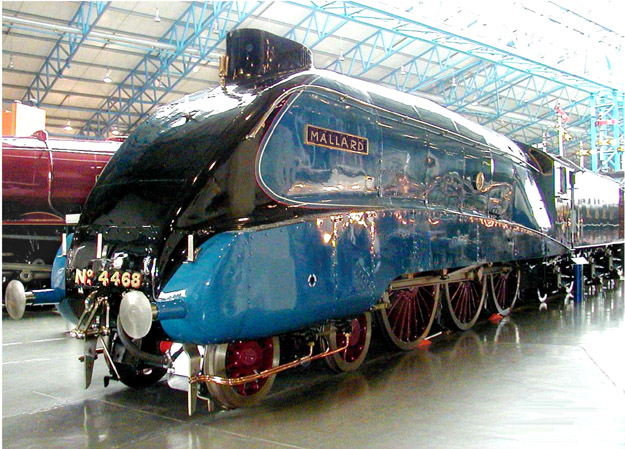
Mallard im National Railway Museum in York

Die Innenstadt beherbergt viele Museen, unter anderem das Burgmuseum, das Yorkshire-Museum mit den Museumsgärten, das Jórvík Viking Centre, eine Kunstgalerie, ein Museum über Richard III., die Merchant Adventurers’ Hall, das dem archäologischen Ring Yorks gehörende Haus Barley Hall, das dem Heimatverein gehörende Fairfax House sowie das dem National Trust gehörende Schatzmeisterhaus.
Das National Railway Museum befindet sich unmittelbar am Bahnhof und beleuchtet die Geschichte der Eisenbahn in Großbritannien. Es beherbergt die größte Sammlung von Lokomotiven auf der Welt. Darunter befindet sich u. a. die Lokomotive Mallard der LNER-Klasse A4, die den Rekord als schnellste Dampflokomotive der Welt aufstellte, sowie die Lokomotive Flying Scotsman der LNER-Klasse A3, die als erste die 100-mph-Grenze (161 km/h) überwand.

### Musik
York besitzt eine lange Musiktradition, und auch das moderne York veranstaltet das ganze Jahr über Musikveranstaltungen. Zu den vielen in York darbietenden Musikgruppen gehören die Academy of St Olave’s, ein in der St Olave’s Church Konzerte gebendes Kammerorchester. In einem früher für Gottesdienste genutztes Kirchengebäude befindet sich das National Centre for Early Music, in dem Konzerte, Wettbewerbe und sonstige Veranstaltungen veranstaltet werden, insbesondere während des York Early Music Festivals. Die York Waits sind eine Orchestergruppe der Universität York, die während der Mittagspausen oft Musikdarbietungen in der universitätseigenen Kapelle gibt. Eine Besonderheit stellt dabei das Weihnachtskonzert dar.

### Sport

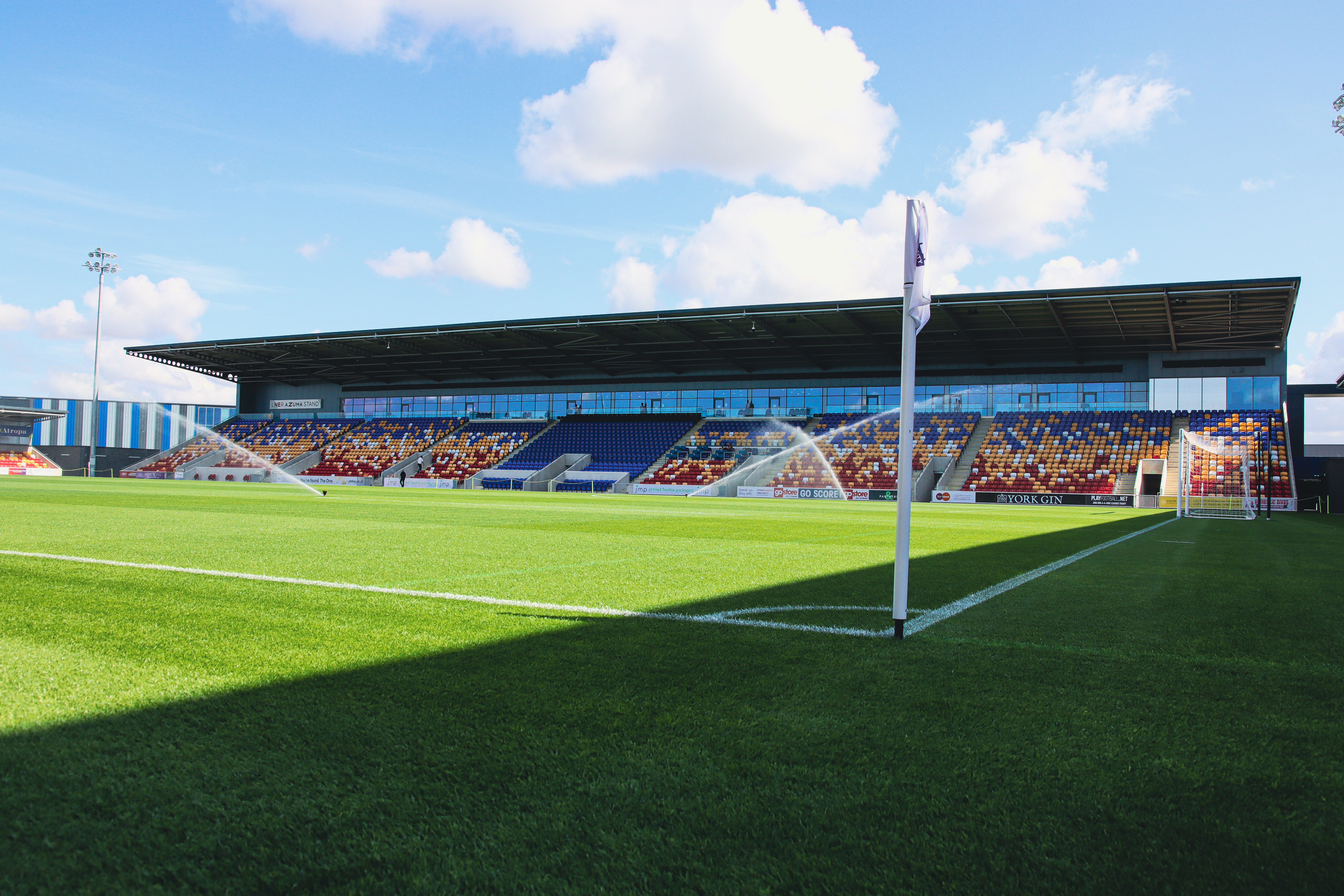
LNER Community Stadium, heimisches Stadion von York City

Der Fußballverein der Stadt ist York City. Er spielt zurzeit in der National League. In seiner Geschichte ist er bis in die Football League Second Division, der damals zweithöchsten Spielklasse aufgestiegen. Seine Bekanntheit resultiert jedoch größtenteils aus der Tradition seiner Mannschaft als Pokalschreck. Unter anderem erreichte sie 1955 das Halbfinale das FA Cups und warf in der Spielzeit 1995/1996 Manchester United mit 3:0 aus dem League Cup. Ihre Heimspiele trägt die Mannschaft seit 2021 im York Community Stadium aus, nachdem das seit 1932 als Heimspielstätte dienende Bootham Crescent geschlossen und schließlich 2022 abgerissen wurde.
York hat auch eine bemerkenswerte Geschichte in der Rugby League vorzuweisen. Der Rugbyverein York F.C. später York Wasps genannt, wurde 1901 gegründet. Er war einer der ältesten Clubs des Landes, ging 2002 jedoch durch die Auswirkungen eines Stadionwechsels ins Huntington Stadium, schlechter Spielresultate sowie zurückgehender Besucherzahlen bankrott. Die Anhänger gründeten daraufhin mit den York City Knights einen neuen Verein, der nun im selben Stadion in der National League Two spielt. Außerdem gibt es drei Amateurvereine, die New Earswick All Blacks, York Acorn und Heworth. Zwischen den Vereinen wird jährlich in York ein Turnier namens Rugby league nines ausgetragen, eine spezielle Variante von Rugby League mit neun Spielern je Team und einer Spieldauer von 15 Minuten. Der Ruderverein York City Rowing Club befindet sich an der Lendal Bridge.

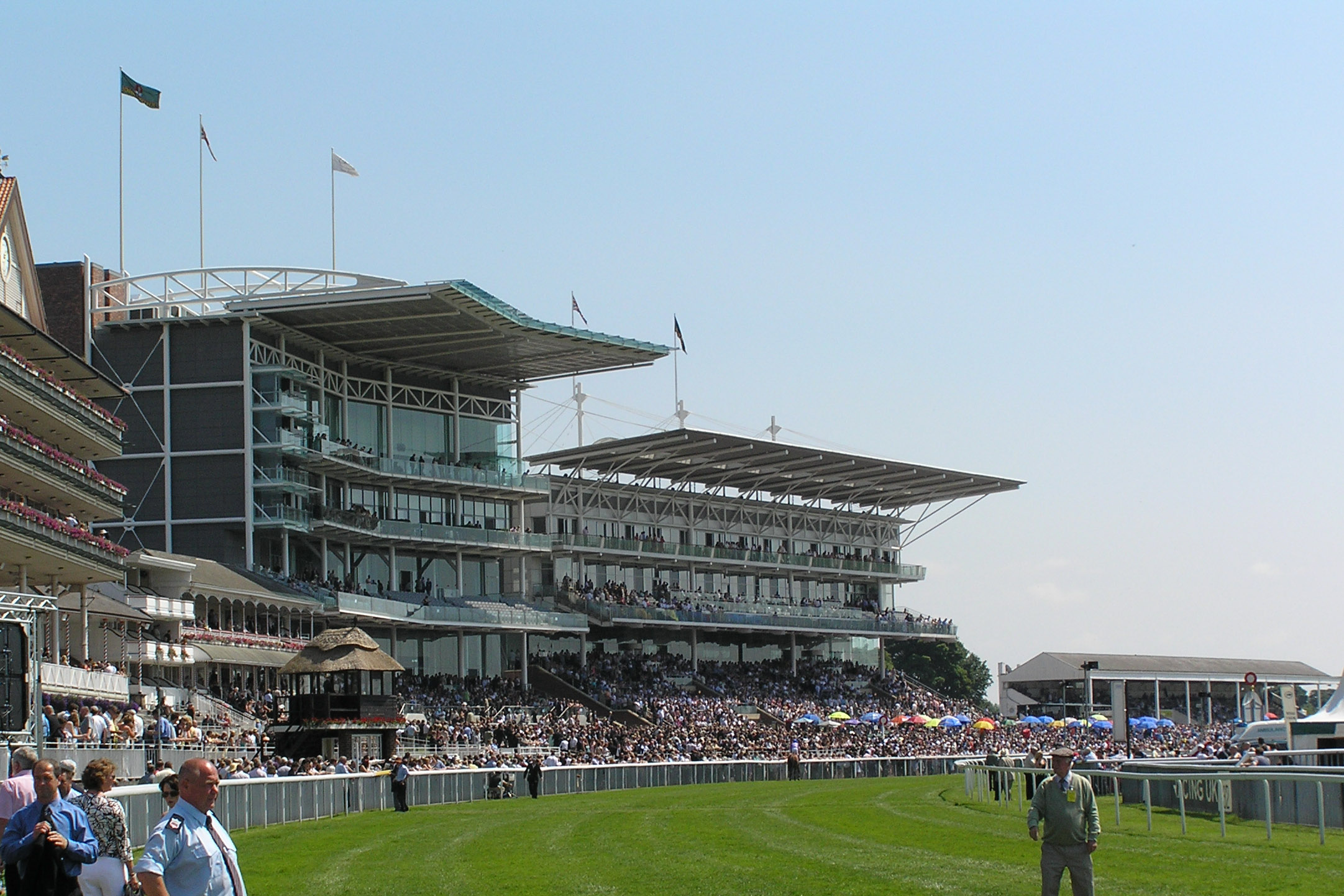
York Racecourse

1731 wurde eine Pferderennbahn, der York Racecourse, eröffnet. Als einer der größten Veranstaltungsorte im Pferderennsport zieht er jährlich tausende Menschen zu seinen Veranstaltungen an. Im Jahr 2005 war er Austragungsort des Ascot. Jährlich im August findet hier das dreitägige Ebor Festival statt.
Einst fanden auf der 1930 fertiggestellten Rennstrecke im Burnholme Estate Motorradrennen statt.
Die bekanntesten Sportler aus York sind der frühere Stürmer Marco Gabbiadini sowie der ehemalige Mittelfeldspieler und Manager der englischen Fußballnationalmannschaft, Steve McClaren.

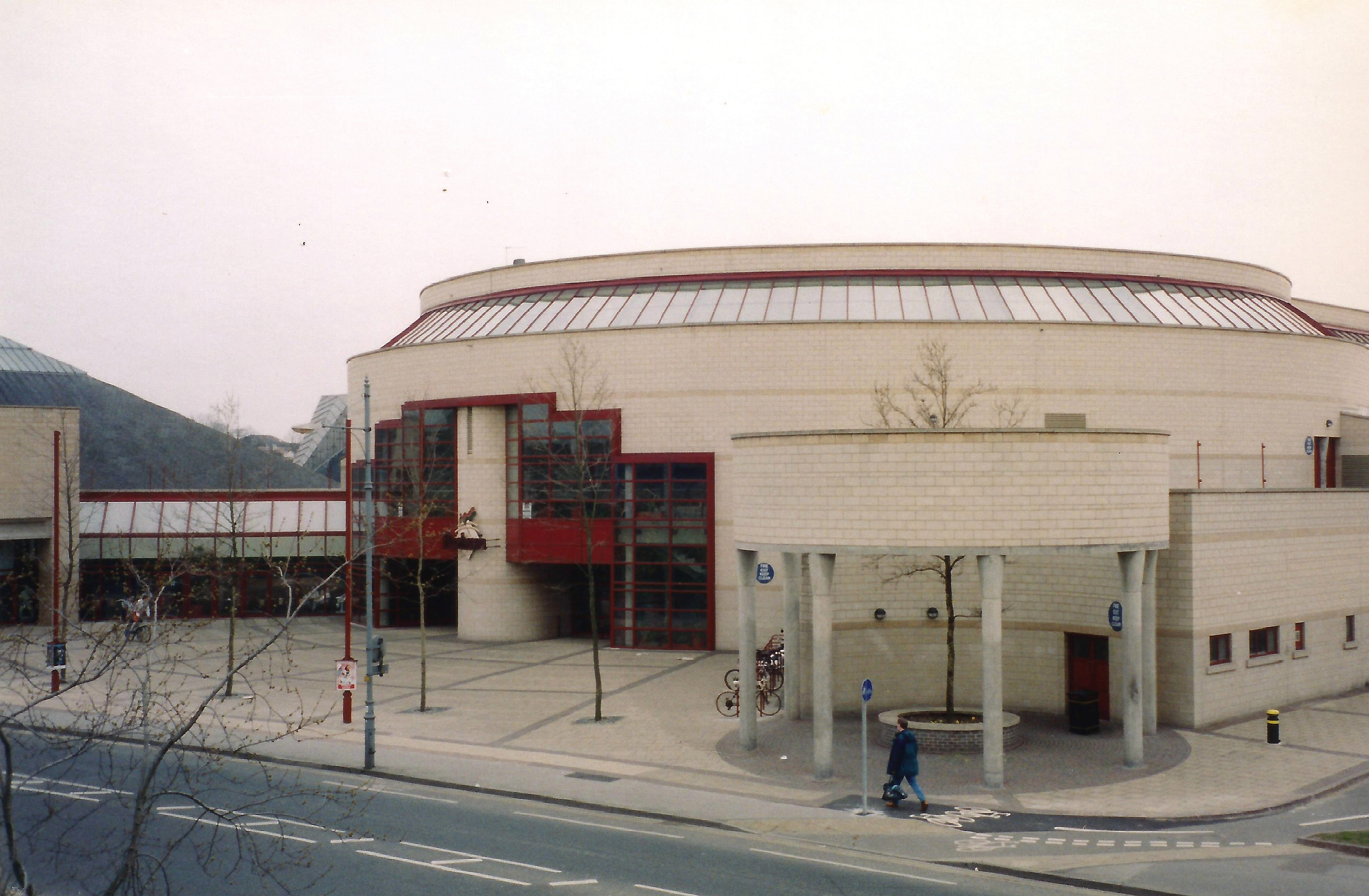
Barbican Centre

Von 2001 bis 2006, von 2011 bis 2019 und wieder seit 2021 findet jährlich – im November/Dezember – als wichtiges Ranglistenturnier im Snooker die UK Championship im Barbican Centre von York statt.

### Gastronomie
Jährlich im September wird in York seit 1997 ein Festival des Essens und Trinkens veranstaltet. Dabei wird die Essenskultur in York und North Yorkshire vorgestellt und für die Essensproduktion der Region geworben. Das Festival wird an zehn Tagen jährlich von etwa 150.000 Besuchern besucht. Eines der Produkte ist der Yorker Schinken, ein gekochter mildwürziger Schinken mit zartem rosa Fleisch. Er wird traditionell in Madeirasauce serviert. Der Räucherschinken ist salziger, dafür jedoch milder im Geschmack als andere geräucherte Schinken in Europa. Robert Burrow Atkinsons Metzgerladen in der Blossom Street ist bekannt als Geburtsstätte des York Ham.

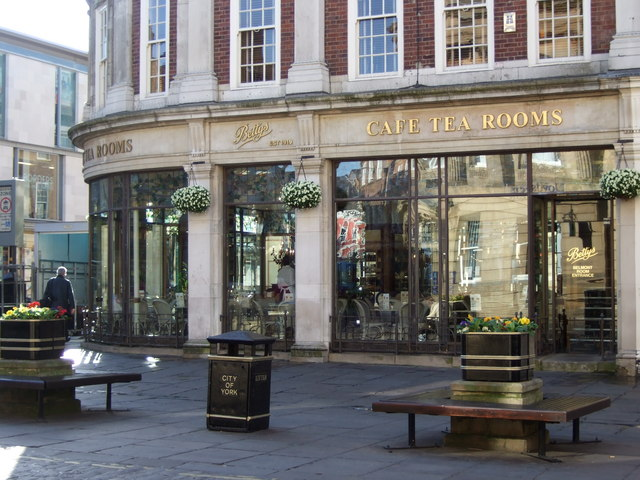
Bettys Café

In der Innenstadt Yorks am St Helen’s Square befindet sich eine Niederlassung des bekannten Teehandelshauses Taylors of Harrogate. Dessen Gründer Frederick Belmont nahm im Jahre 1936 an der Jungfernfahrt der Queen Mary teil. Er war von der prachtvollen Konstruktion des Schiffes derart beeindruckt, dass er dessen Konstrukteure und Handwerker damit beauftragte, einen alten Möbelladen am St Helen’s Square in ein elegantes Café zu verwandeln. Ein paar Jahre nach Eröffnung des Cafés begann der Zweite Weltkrieg, und so war das Kellergeschoss von „Bettys Bar“ ein beliebter Treffpunkt für in der Gegend um York herum stationierte Piloten. Ein Spiegel, auf dem viele von ihnen ihre Unterschrift hinterlassen haben, ist bis heute als Huldigung ihres Einsatzes im Lokal ausgestellt.

## Wirtschaft und Infrastruktur

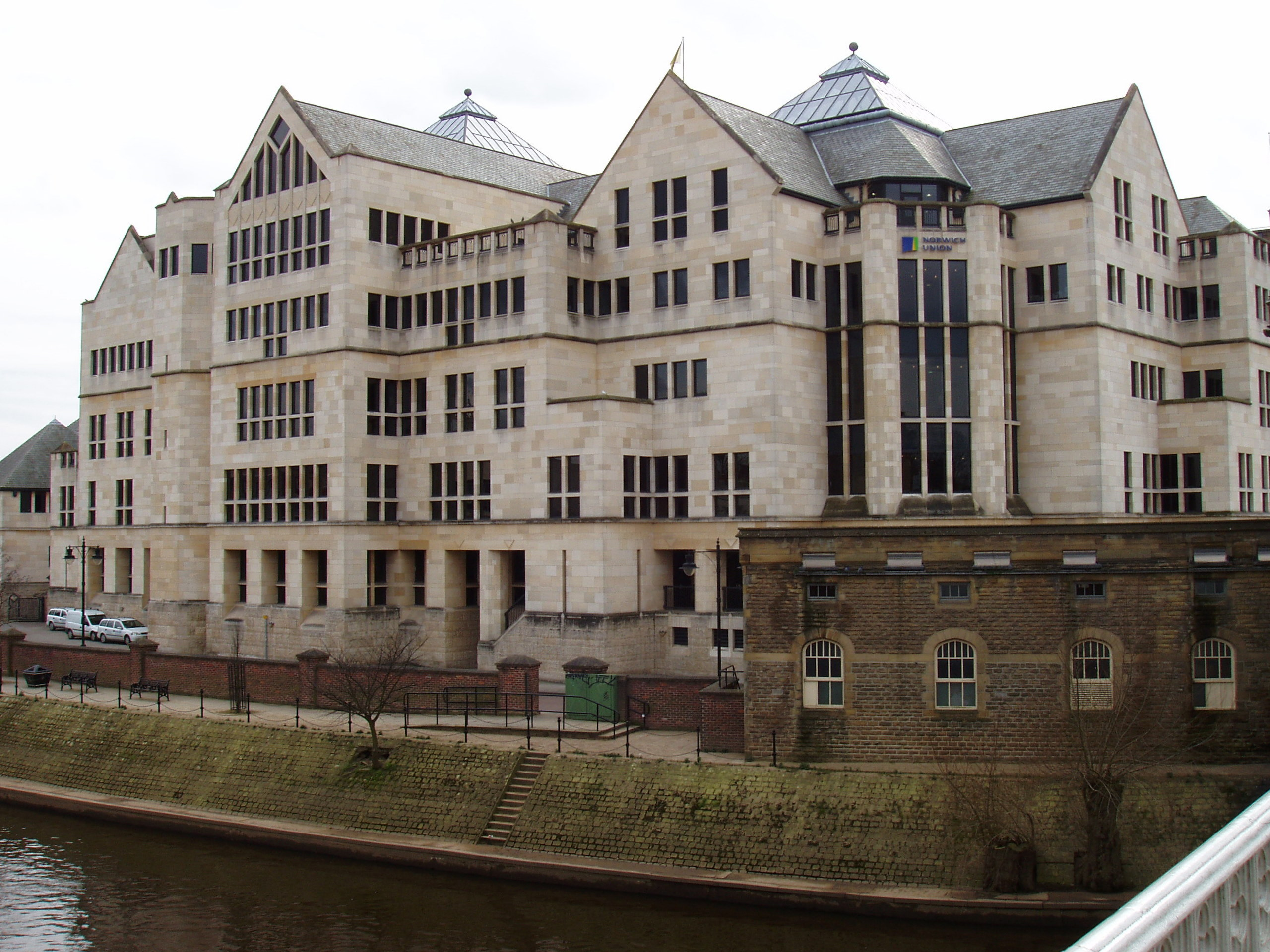
Bürogebäude von Aviva in York

Yorks Industrie ist auf dem Dienstleistungssektor aufgebaut, welcher im Jahr 2000 88,7 Prozent der Beschäftigung in der Stadt ausmachte. Der Dienstleistungssektor schließt den öffentlichen Nahverkehr, den Gesundheitsbereich, die Bildung, die Finanzen, den IT-Bereich sowie den Tourismus mit ein. Letzterer hat mit einer Beschäftigung von 10,7 Prozent den größten Anteil am Sektor. Die Arbeitslosigkeitsrate liegt bei 4,2 Prozent und ist damit geringer als jene des gesamten Vereinigten Königreiches von 5,3 Prozent. Der größte Arbeitgeber ist die Stadt York selbst mit über 7500 Angestellten. Mehr als 3000 Arbeitnehmer sind bei Aviva, dem Selby and York primary Care Trust, der Shepherd Building Group sowie der Universität York beschäftigt. Weitere große Arbeitgeber sind die BT Group, CPP Group Ltd, Nestlé sowie verschiedene Bahngesellschaften.
Die heutige wirtschaftliche Situation unterscheidet sich damit enorm von jener der 1950er Jahre, als der Wohlstand der Stadt noch von der Schokoladenherstellung sowie von der Eisenbahn abhing. Dies dauerte bis in die frühen 1980er Jahre an, als ganze 30 Prozent der Bevölkerung bei fünf Arbeitgebern beschäftigt und 75 Prozent aller Arbeitsplätze in der Produktion auf vier Unternehmen verteilt waren. Der Großteil der Eisenbahnindustrie ist heute verschwunden. Das Frachtunternehmen Asea Brown Boveri beschäftigte in seiner besten Zeit in den 1880er Jahren 5500 Menschen, wurde Mitte der 1990er Jahre jedoch aufgelöst. York ist Sitz des Süßwarenherstellers Nestlé York (ehemals Nestlé Rowntrees) und die Heimat von KitKat und weiteren Marken von Schokoriegeln. Die Schokoladenfirma Terry’s war einst ebenso in der Stadt ansässig, jedoch wurde die Produktion von ihrem Besitzer Kraft Foods nach Polen verlagert und der Standort in York am 30. September 2005 geschlossen. Das historische Firmengebäude kann jedoch weiterhin besichtigt werden.
Nachdem bereits Stellen bei Aviva, British Sugar sowie bei Terry’s abgebaut wurden, wurde am 20. September 2006 bekannt, dass Nestlé 645 Arbeitsplätze in York streichen würde. Jedoch verblieb die Beschäftigungssituation weiterhin entspannt, bevor sich die Folgen der Wirtschaftskrise der späten 2000er Jahre auszuwirken begannen.
Nachdem die Frachtwerke Yorks aufgegeben wurden, hatte man das Gelände für Wohnprojekte sowie für die neuen Areale von CPP und Virgin Galactic reaktiviert. Über die Jahre hinweg hat sich die Stadt enorm in den Bereichen Wissenschaft, Technologie und Kulturwirtschaft entwickelt. Mit der Eröffnung eines Wissenschaftsparkes durch die Universität wurde die Stadt zu einer wichtigen Wissenschaftsstadt. Zwischen 1998 und 2008 gewann York im Technologiesektor 80 neue Firmen mit insgesamt 2800 neuen Arbeitsplätzen.
Nachfolgend sind die Zahlen der Yorker Bruttowertschöpfung mit Stand 2005 in Pfund Sterling aufgeführt:
| Jahr | Landwirtschaft | Industrie | Dienstleistung | gesamt |
| ---- | -------------- | --------- | -------------- | ------ |
| 1995 | 30             | 579       | 1.443          | 2.052  |
| 2000 | 13             | 782       | 2.168          | 2.963  |
| 2003 | 16             | 779       | 2.505          | 3.299  |

### Verkehr

#### Straßennetz

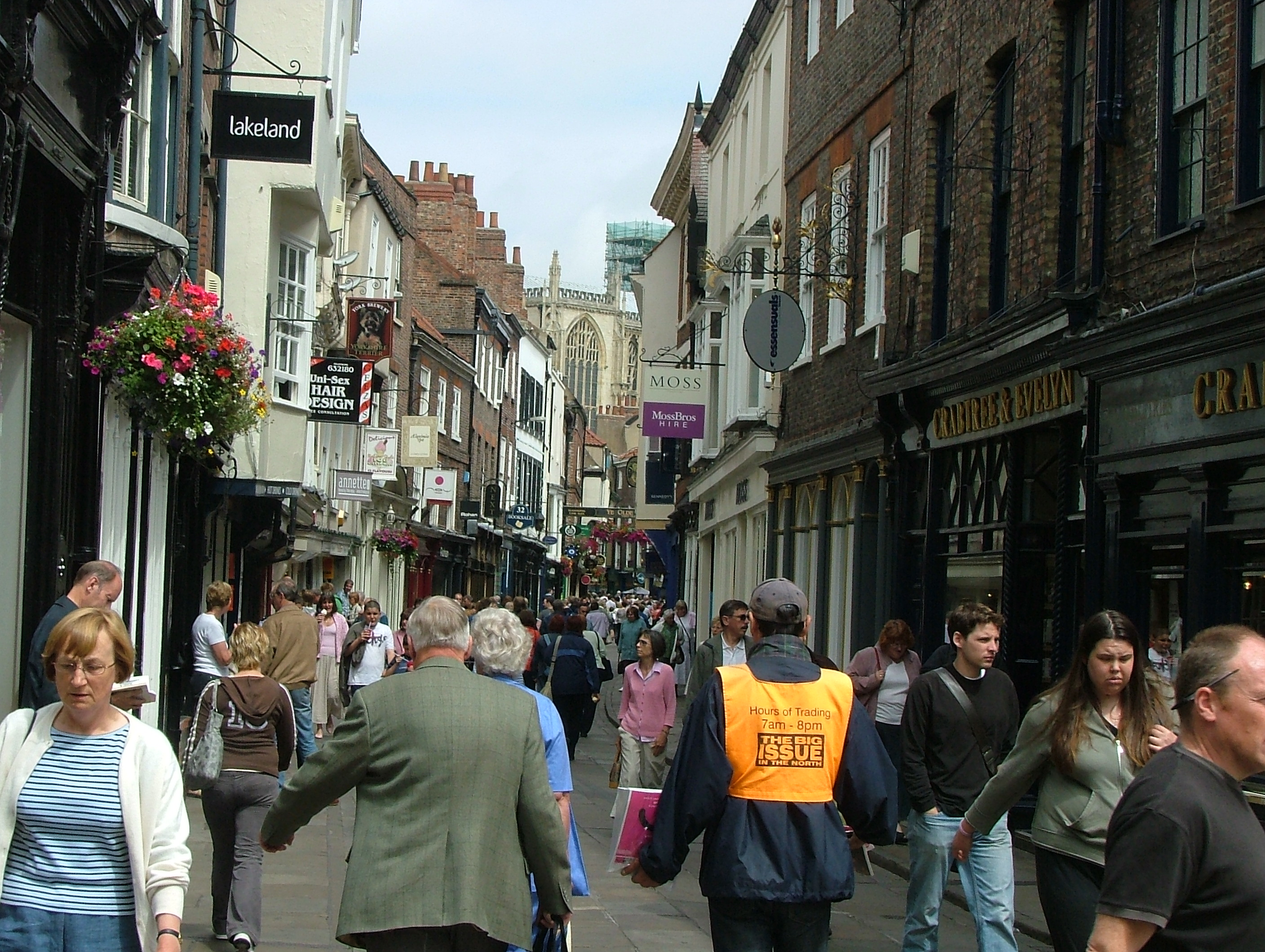
Fußgängerzone

Wie die meisten der römisch gegründeten Städte war York früher wie heute gut durch Fernverkehrsstraßen erschlossen. Die Stadt befindet sich an der A19 zwischen Doncaster und Middlesbrough, der A59 nach Harrogate, der A64 zwischen Leeds und Scarborough, der A166 nach Driffield sowie der A1079 nach Hull. Anschluss an das Autobahnnetz (zur etwa 20 km entfernten A1) nach Norden hat man über die A59 sowie nach Süden über die A64 (Richtung Leeds).
Die Stadt besitzt einen äußeren Stadtring in einer Entfernung von etwa fünf Kilometer zum bebauten Stadtgebiet, wodurch es vom überregionalen Transitverkehr entlastet wird. Gleichzeitig wurden viele Straßen innerhalb der Stadtmauer als Fußgängerzonen ausgezeichnet und fünf Park&Ride-Parkplätze eingerichtet. Sie befinden sich nahe dem Stadtring, wodurch man bequem zwischen Bus und Auto umsteigen kann.

#### Eisenbahn

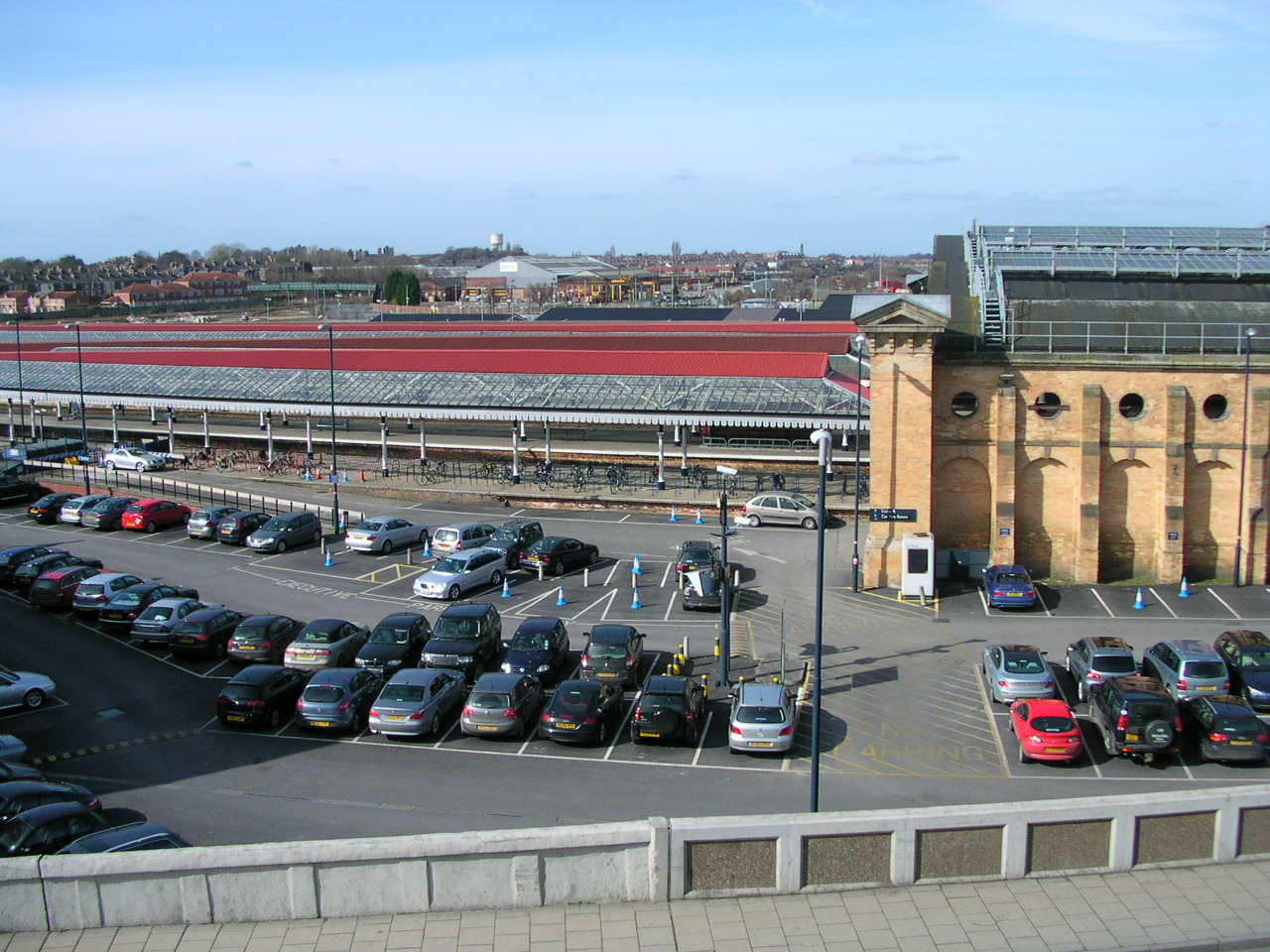
Der Bahnhof von York

Durch den Bau der ersten durch York führenden Bahnstrecke im Jahre 1839 begann für die Stadt das Eisenbahnzeitalter. Sie war seither ein bedeutender Bahnknoten und gleichzeitig Sitz der North Eastern Railway.
Der Bahnhof von York befindet sich auf der East Coast Main Line von London nach Newcastle bzw. Edinburgh und ist eine wichtige Station auf dieser Strecke. Man erreicht den Londoner Bahnhof King’s Cross mit einem ohne weiteren Zwischenhalt durchfahrenden Schnellzug in weniger als zwei Stunden; insgesamt gibt es zwischen den beiden Städten mindestens 25 Verbindungen täglich. In York halten zudem Fernverkehrszüge, welche ab Newcastle und Edinburgh verkehren und über Birmingham Ziele im Süden und Westen Englands anbinden. First TransPennine Express bietet regelmäßige Verbindungen nach Newcastle, Scarborough, Leeds, Manchester, zum Flughafen Manchester sowie Liverpool an. Darüber hinaus verkehren Regionalzüge der Northern Rail nach Bridlington, Harrogate, Hull, Leeds und Sheffield.

#### Überland-Busse
Überland-Buslinien in nahegelegene Städte und Dörfer werden von verschiedenen Gesellschaften betrieben. Auch in weiter entfernte Städte existieren Busverbindungen: Arriva Yorkshire bietet Fahrten nach Selby an, East Yorkshire Motor Services unterhält Linien nach Hull, Beverley und Pocklington, Harrogate & District bietet Fahrten nach Knaresborough sowie Harrogate an, und Yorkshire Coastliner verbindet Leeds über York mit Scarborough, Filey, Bridlington und Whitby.

#### Schiffsverkehr

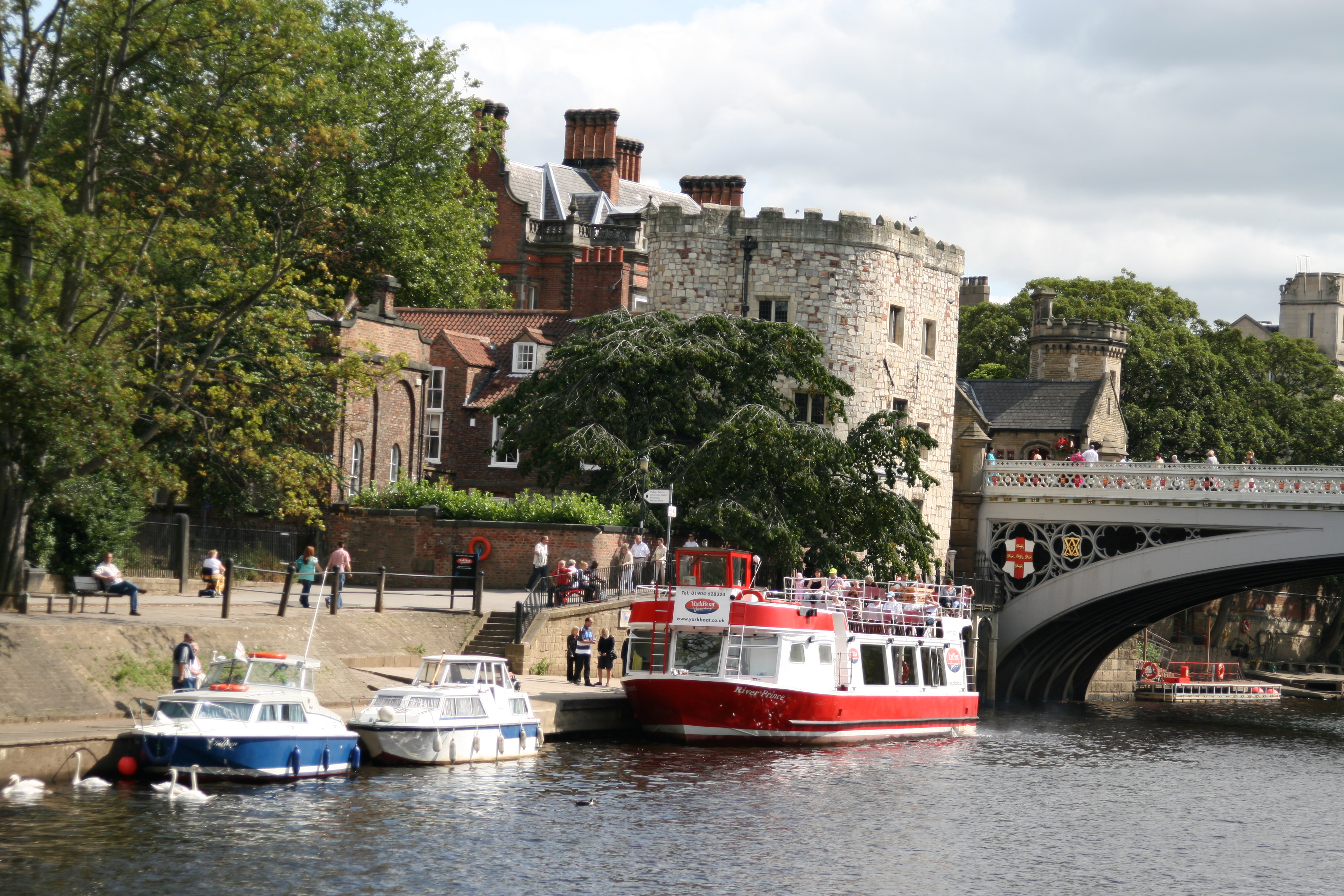
Schifffahrt auf der Ouse

Durch Yorks Lage an der Ouse sowie im Zentrum des Vale of York war die Stadt schon immer ein bedeutender Verkehrsknotenpunkt. Sie entstand aus einem Handelshafen an der Mündung des Foss in die Ouse. Bis zur Eröffnung einer Schleuse bei Naburn war die Ouse ein gezeitenabhängiger Fluss, wodurch die Schifffahrt eingeschränkt war. Heute sind beide genannten Flüsse ohne Einfluss der Tide schiffbar, wenngleich der Foss nur eine kurze Strecke oberhalb seiner Mündung.
Bis Ende des 20. Jahrhunderts wurde die Ouse mit Frachtschiffen befahren, um Güter zwischen den Häfen von Hull und York zu transportieren. Der letzte nennenswerte gewerbliche Verkehr war der Transport von Zeitungsdruckpapier zu den städtischen Druckereien am Ufer des Foss, welcher 1997 eingestellt wurde. Der heutige Schiffsverkehr in York dient nahezu ausschließlich der Freizeit. YorkBoat bietet Schiffsrundfahrten auf der Ouse an.

#### Flugverkehr
Nahe dem elf Kilometer südöstlich gelegenen Elvington existiert ein Flugfeld, welches früher von der Royal Air Force genutzt wurde und heute zur privaten Luftfahrt dient. Es gibt Pläne, das Fluggelände zu einem kommerziellen Flughafen auszubauen.
Die nächsten internationalen Flughäfen sind Manchester sowie Leeds/Bradford. Ab Manchester existieren Flugverbindungen nach Europa, Nordamerika, Afrika sowie Asien. Der Flughafen wird von First TransPennine Express ab York stündlich angebunden. Mit Leeds/Bradford existiert ein zweiter Flughafen, welcher York sogar näher liegt. Jedoch wurde der Betrieb einer Buslinie zwischen Stadt und Flughafen von First York im April 2009 gestrichen. Der Flughafen bietet Flüge nach Kontinentaleuropa, Nordafrika sowie nach Pakistan und New York an.

#### Öffentlicher Nahverkehr

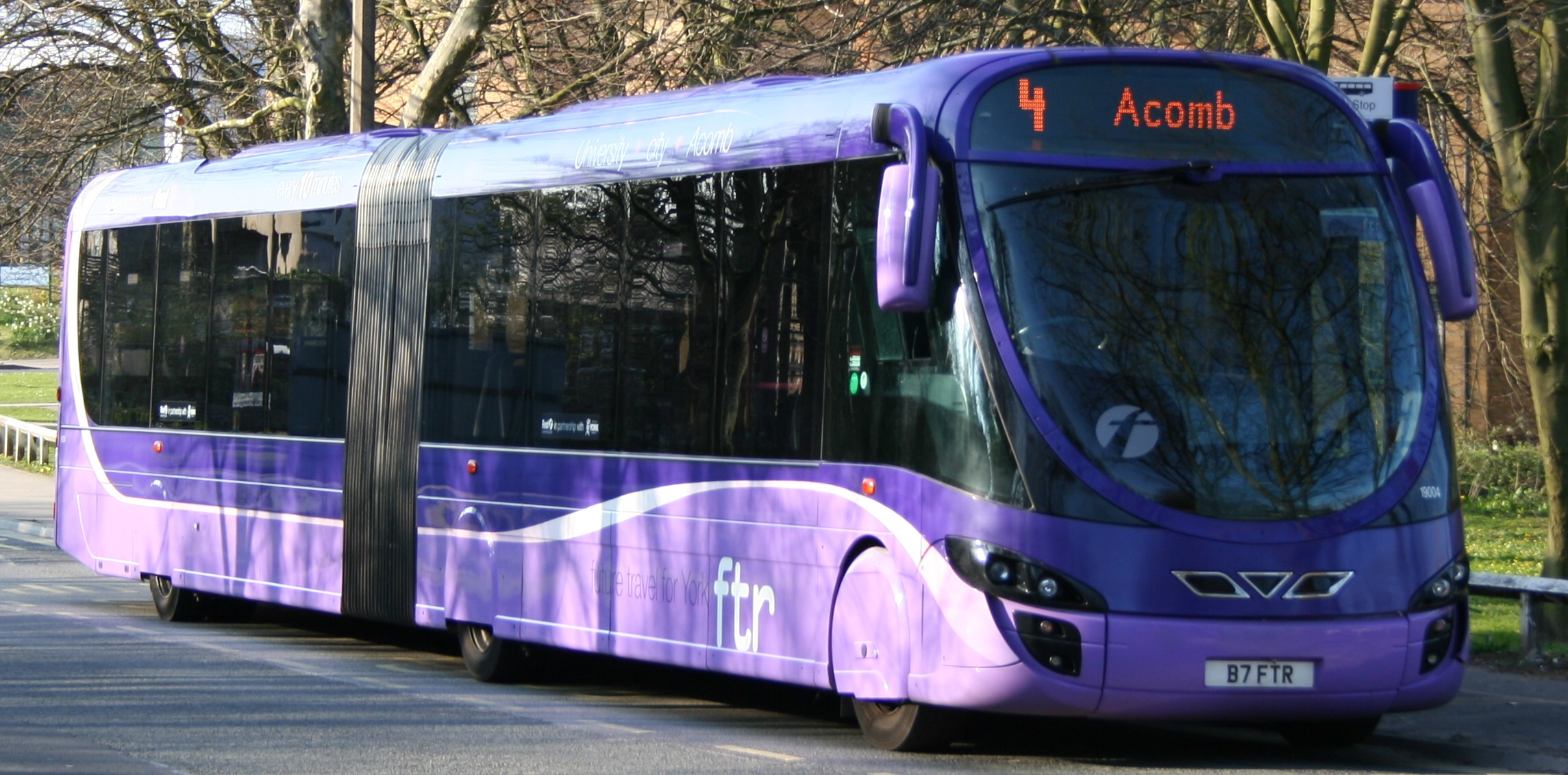
ftr-Buslinie

Der städtische Nahverkehr wird überwiegend durch Busse gewährleistet. Die betreibende Busgesellschaft ist First York, welche ein Teil der FirstGroup ist. First York betreibt die meisten Buslinien sowie auch die Park&Ride-Stationen der Stadt. York ist die erste Stadt, in welcher das ftr-Buskonzept eingeführt wurde, ein Experiment zur Optimierung des städtischen Busverkehrs. Auch Transdev York betreibt einige Buslinien in York. Von dieser Gesellschaft werden außerdem offene, doppelstöckige Busse der Marke City Sightseeing für Stadtrundfahrten eingesetzt.

### Medien
Die Lokalzeitung Yorks heißt The Press (bis April 2006: The Evening Press). In der Stadt existieren mit Minster FM und BBC Radio York zwei Radiostationen. Mit York@54 existiert ebenfalls ein lokales Fernsehprogramm.
Die auf Film und Fernsehen spezialisierte St John University arbeitet mit vielen verschiedenen Partnern aus der Industrie zusammen. Jährlich veranstaltet sie ein Filmfestival studentischer Filmproduktionen sowie anderer Filme aus der Region.
Die Universität York besitzt eine eigene Fernsehstation namens York Student Television (YSTV) sowie die zwei Studentenzeitungen Nouse und York Vision. Der Radiosender der Universität ist der am längsten unabhängig laufende Sender des Vereinigten Königreiches und wurde zum Student Radio Station of the Year 2005 gewählt.

### Öffentliche Einrichtungen
Nach den Regeln des Municipal Corporations Act von 1835 hatte der Stadtrat Yorks ein Wachtkomitee zu berufen, welches eine Polizeistelle gründete und deren Chef bestimmte. Am 1. Juni 1968 wurden die Polizeistellen von York, East Riding of Yorkshire sowie North Riding of Yorkshire zur York and North East Yorkshire Police zusammengelegt. Die Polizeizentrale befindet sich heute in Fulford, einem Stadtteil von York. Die Feuerwehr wird vom North Yorkshire Fire and Rescue Service bereitgestellt, dessen Leitzentrale sich in Northallerton befindet.

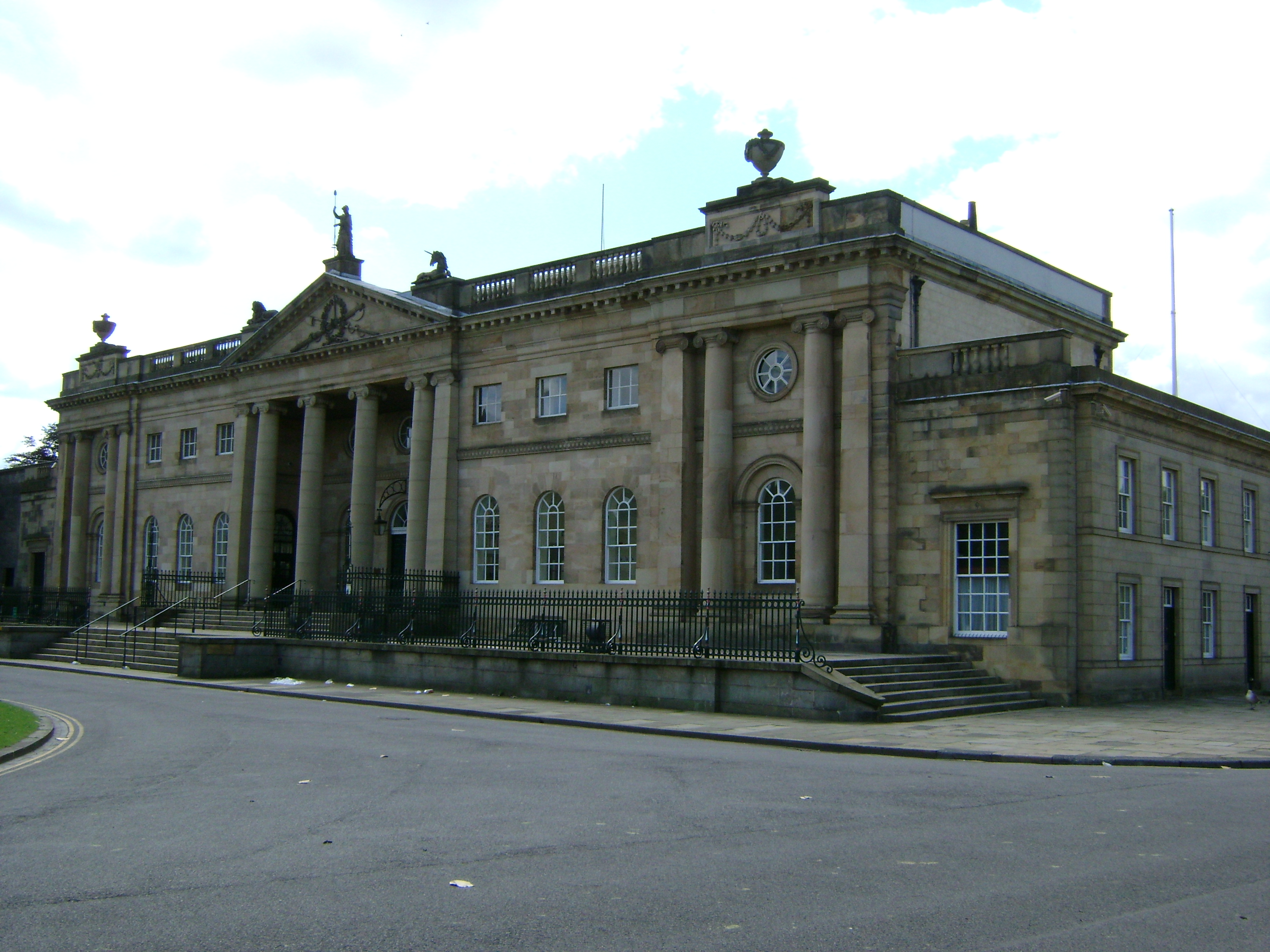
Crown Court York

Das Stadtkrankenhaus wurde 1976 eröffnet und besitzt 524 Betten zur stationären sowie weitere 127 Betten zur ambulanten Behandlung. Es ist bekannt als York District Hospital (YDH).
Der für den Krankentransport zuständige Yorkshire Ambulance Service NHS Trust wurde am 1. Juli 2006 durch die Fusion des South Yorkshire Ambulance Service mit dem West Yorkshire Metropolitan Ambulance Service, dem North and East Yorkshire parts of Tees und dem East and North Yorkshire Ambulance Service gegründet. Die ärztliche Versorgung vor Ort wird außerdem durch weitere kleine Kliniken und Arztpraxen sichergestellt.
Seit 1998 wird die Müllabfuhr durch die York and North Yorkshire Waste Partnership koordiniert. Der Verteilnetzbetreiber Yorks ist CE Electric UK; es existieren keine Kraftwerke im Stadtgebiet. Der Wasserversorger Yorkshire Water bezieht das Trinkwasser für die Stadt aus dem Derwent mittels einer Entnahmestelle bei Elvington. Die Stadt besitzt einen eigen Magistrates’ Court sowie einen Crown Court und County Court. Das Gebäude des Crown Court, welches sich direkt neben dem Gefängnis befand, wurde vom englischen Architekten John Carr entworfen. Heute ist im ehemaligen Gefängnisgebäude das Castle Museum eingerichtet.

### Bildung

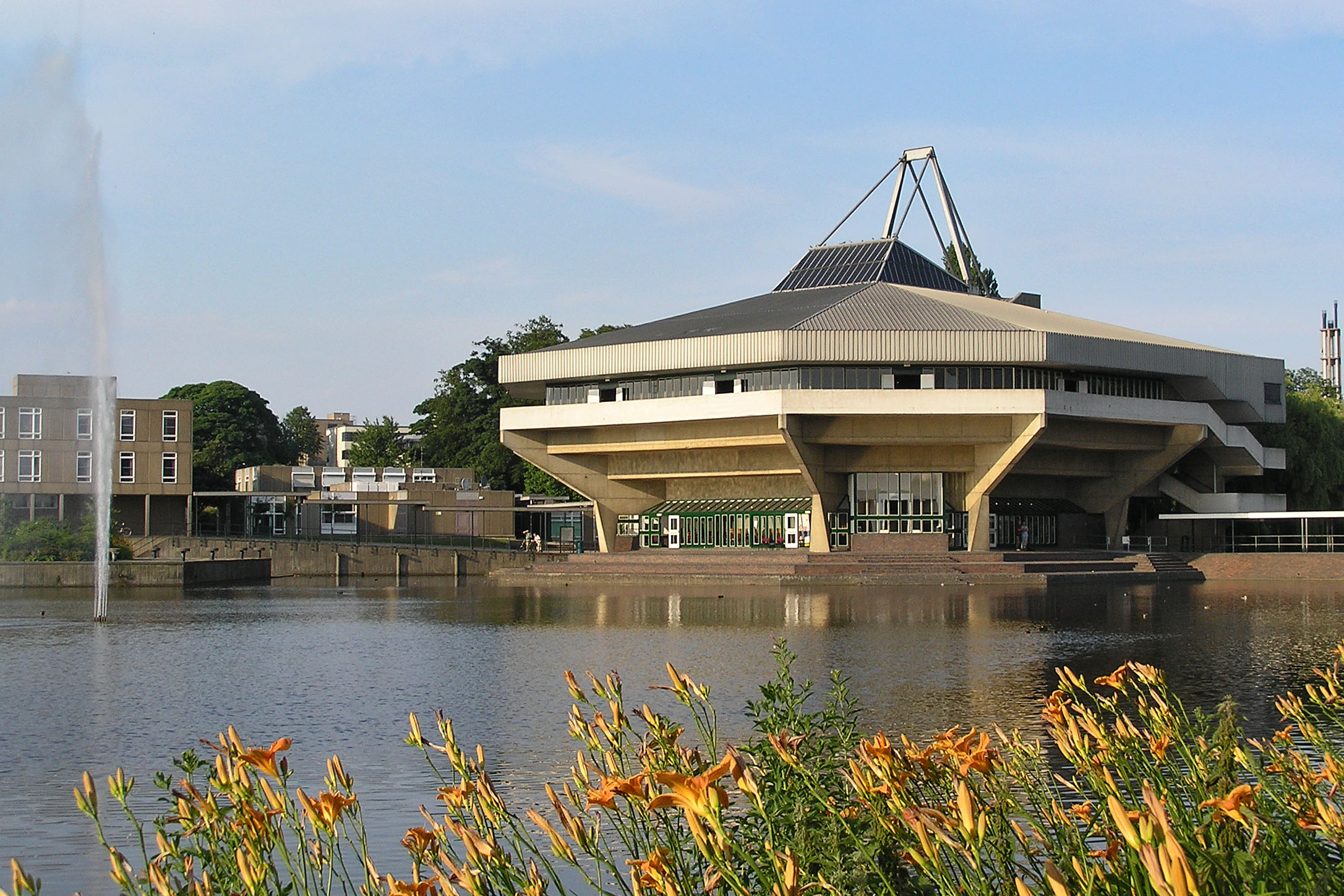
Universität York

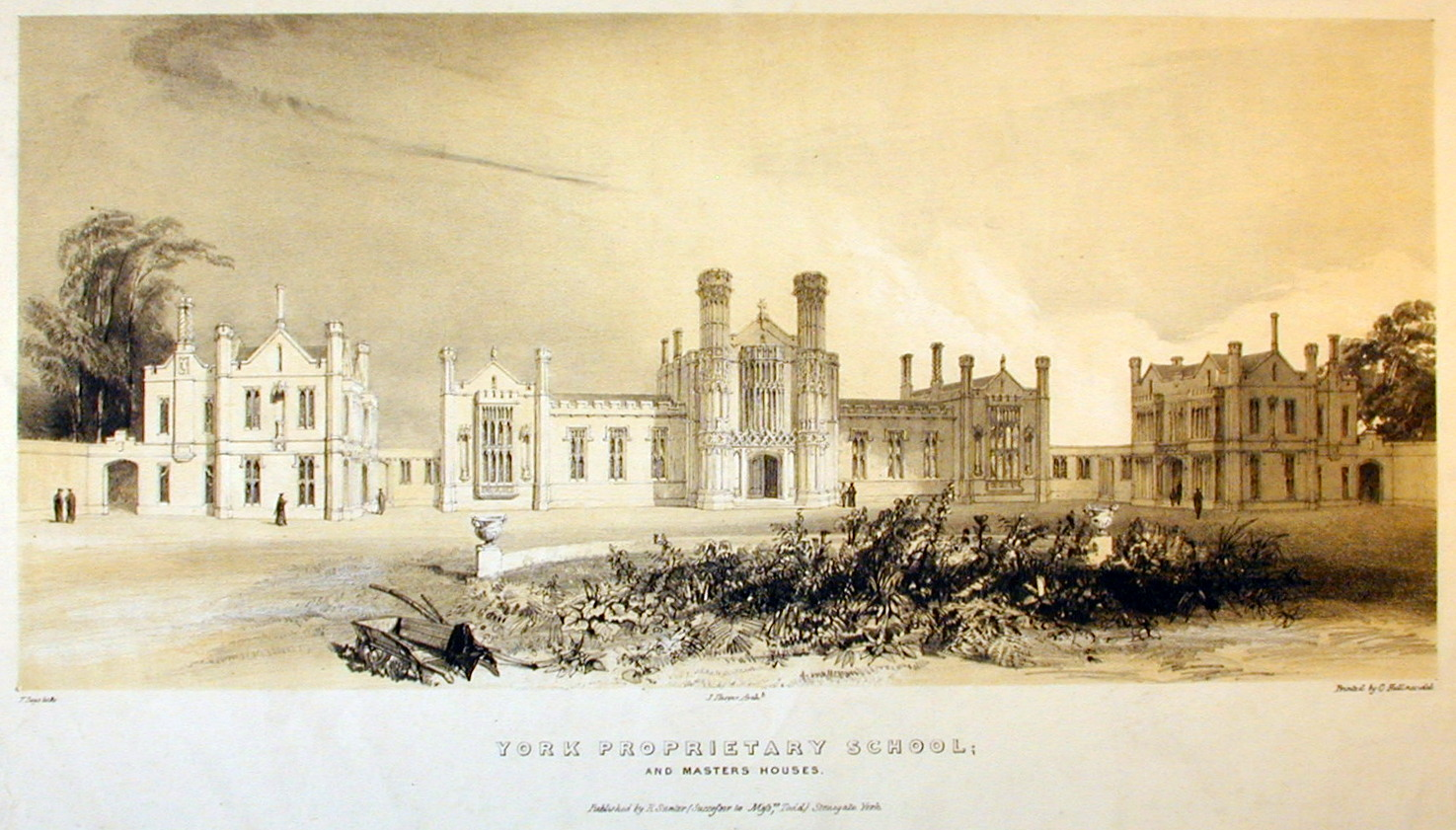
St. Peter’s School York, drittälteste Schule der Welt, Lithografie nach 1860

Der Hauptcampus der Universität York befindet sich am südlichen Stadtrand bei Heslington, während die Abteilung für Archäologie und Mittelalterliche Studien im Stadtzentrum gelegen ist. Die Einrichtung war bis 2006 die einzige in York mit universitärem Status. Dann jedoch wurde die York St John University, welche bis dahin ein autonomes College der Universität Leeds gewesen war, eröffnet. In der Stadt existiert zudem eine Zweigstelle der privaten Hochschule The College of Law. Die Universität York besitzt auch eine medizinische Fakultät, die Hull York Medical School.
Die Stadt besitzt zwei große weiterführende Schuleinrichtungen. Das York College entstand aus der Fusion des York Technical College mit dem York Sixth Form College. Hier gibt es eine breite Auswahl an akademischen und beruflichen Kursen, welche von Menschen mit den unterschiedlichsten Bildungsabsichten besucht werden. Das Askham Bryan College bietet Weiterbildungskurse in beruflichen Fächern wie etwa der Gärtnerei, der Landwirtschaft, der Tierhaltung und sogar im Golfplatzmanegement an.
Insgesamt gibt es im Stadtgebiet Yorks 70 Schulen mit mehr als 24.000 Schülern. Die meisten der Grund- und weiterführenden Schulen der Stadt werden von der lokalen Behörde verwaltet. Die meisten Grundschulen werden von fünf bis elf Jahre alten Kindern besucht, in manchen Fällen auch schon von Dreijährigen. 11- bis 16-jährige Jugendliche besuchen die weiterführenden Schulen; vier von ihnen bieten eine weitergehende Ausbildung bis zum 18. Lebensjahr an. Im Jahr 2007 fusionierte das Oaklands Sports College mit der Lowfield Comprehensive School zur York High School.
Die 17 Internate der Stadt werden durch die York Boarding Schools Group repräsentiert.
Ebenso existieren verschiedene Privatschulen. Die St Peter’s School wurde im Jahr 627 gegründet; an ihr lehrte schon der Gelehrte Alkuin, der Kanzler Karls des Großen. Die Schule wurde unter anderem von Guy Fawkes besucht. Zwei Schulen haben Ursprünge im Quäkertum: Die Bootham School ist koedukativ, die Mount School eine reine Mädchenschule. Am Stadtrand befindet sich die Queen Margaret’s School. Die Schüler der Minster School singen im Münsterchor.

## Persönlichkeiten

### Söhne und Töchter der Stadt
- Alkuin (735–804), Gelehrter
- Margaret Clitherow (ca. 1556–1586) Heilige
- Guy Fawkes (1570–1606), Offizier
- John Hingeston (1606–1683), Komponist, Gambist und Organist
- Benjamin Wilson (1721–1788), Maler und Wissenschaftler
- William Tuke (1732–1822), Begründer der Irrenanstalt Retreat in York
- Thomas Fowler (1736–1801), Apotheker und Arzt, Namensgeber für die Fowlersche Lösung und Chefarzt des Quäkerhospitals in York
- Robert Nares (1753–1829), Geistlicher und Philologe
- John Flaxman (1755–1826), Bildhauer
- William Etty (1787–1849), Maler
- William Parsons, 3. Earl of Rosse (1800–1867), Astronom
- Joseph Hansom (1803–1882), Architekt, Namensgeber für das Hansom Cab
- Thomas Bevill Peacock (1812–1882), Chirurg und Kardiologe
- John Snow (1813–1858), Arzt
- Henry Brown (1816–1870), belgischer Grafiker und Hochschullehrer englischer Herkunft
- Wilfred Hudleston Hudleston (1828–1909), Geologe
- Henry Moore (1831–1895), Maler
- Joseph Rowntree (1836–1925), Hersteller von Schokolade und Philanthrop
- Albert Joseph Moore (1841–1893), Maler
- Charles Frederick Hotham (1843–1925), Seeoffizier der Royal Navy
- Silvanus Phillips Thompson (1851–1916), Physiker
- Henry Scott Tuke (1858–1929), Maler
- Harold Arthur Stuart (1860–1923), Beamter in Indien
- Harold Albert Wilson (1874–1964), Experimentalphysiker
- Alan Bailey (1881–1961), kanadischer Ruderer
- R. O. Morris (1886–1948), Komponist und Musikpädagoge
- W. H. Auden (1907–1973), Schriftsteller
- Christopher Hill (1912–2003), Historiker
- Frankie Howerd (1917–1992), Schauspieler und Komiker
- Faith Brook (1922–2012), Schauspielerin
- Francis Matthews (1927–2014), Theater-, Film- und Fernsehschauspieler
- Peter Woodthorpe (1931–2004), Schauspieler
- John Barry (1933–2011), britischer Filmkomponist
- Judi Dench (* 1934), Film-, Theater- und Fernsehschauspielerin
- James Bernard Fisher (1934–2022), Fußballspieler
- Wally Herbert (1934–2007), Polarforscher, Autor und Maler
- Alan Borwell (* 1937), Schachfunktionär
- Trevor Watts (* 1939), Jazzmusiker
- Frank Dobson (1940–2019), Politiker (Labour Party)
- Martin Rees (* 1942), Astronom
- Vince Cable (* 1943), Politiker
- Peter Smith (1944–2021), Radrennfahrer
- Ian Harrower (* 1947), Autorennfahrer
- David Davis (* 1948), Politiker
- Kate Atkinson (* 1951), Schriftstellerin
- Lynne Dawson (* 1956), Sopranistin
- Christopher Fox (* 1955), Komponist
- Richard Dodds (* 1959), Hockeyspieler
- Steve McClaren (* 1961), Fußballspieler und -trainer
- Emma Dench (* 1963), Althistorikerin
- Bobby Mimms (* 1963), Fußballtorhüter
- Mark Addy (* 1964), Film- und Fernsehschauspieler
- Ian Bousfield (* 1964), Posaunist
- Mark Simpson (* 1965), Journalist und Schriftsteller
- Daniel Newman (* 1976), Filmschauspieler und Filmproduzent
- Simon Dyson (* 1977), Profigolfer
- Paweł Abbott (* 1982), Fußballspieler
- Twinnie-Lee Moore (* 1987), Schauspielerin und Sängerin
- Edward Wakili-Hick (* 1987), Jazzmusiker
- Philip Graves (* 1989), Triathlet
- Lauren Winfield-Hill (* 1990), Cricketspielerin
- Tomas Francis (* 1992), Rugby-Union-Spieler
- Lucy Staniforth (* 1992), Fußballnationalspielerin
- Samuel Dickinson (* 1997), Triathlet
- Ben Godfrey (* 1998), Fußballspieler
- Paul Jubb (* 1999), Tennisspieler
- Hamish McArthur (* 2002), Sportkletterer